# Aljechinova obrana
Aljechinova obrana (ECO B02-B05) je šachové zahájení charakterizované tahy 1.e4 Jf6.
Nese název po bývalém mistru světa v šachu Alexandru Alechinovi. Ten variantu rozpracoval a především přišel s ústupem jezdce 2. e5 Jd5, jenž se stal základem celé obrany. Poprvé jej použil (a to úspěšně) roku 1921 na turnaji v Budapešti v partiích proti Endremu Steinerovi a Friedrichu Sämischovi. Alechinova obrana je hypermoderní zahájení. Jejím cílem je vyprovokovat postup bílých středových pěšců, posléze je napadat (například tahy jako c7-c5, d7-d6 či f7-f6) a využít tím jejich slabost. Americký šachový velmistr Nick de Firmian v knize Modern chess openings píše: „Hra okamžitě ztrácí jakýkoli smysl pro symetrii nebo rovnováhu, což ze zahájení dělá dobrou volbu pro agresivní útočné hráče.“ Podle statistik v ní bílí dosahují výhry ve 38 % partií, černí ve 30 % a na remízy pak připadá 32 % her.

## Popularita
Jedním z prvních zastánců Aljechinovi obrany byl kromě Aljechina samotného rakouský velmistr Ernst Grünfeld. V průběhu let její obliba kolísá, přičemž na nejvyšší úrovni se vyskytuje spíše výjimečně a často pouze jako překvapení. V minulosti ji používali kupříkladu Richard Réti, Emanuel Lasker, Max Euwe, Boris Spasskij, Robert Fischer nebo Viktor Korčnoj. Z českých velmistrů ji v mládí hrávali Vlastimil Jansa a Vlastimil Hort. Velmistr Lev Alburt ji téměř výlučně hrával v průběhu celé své kariéry, čímž ji značně obohatil jak po teoretické tak po praktické stránce. V současnosti ji pravidelně hrávají velmistři Artašes Minasjan a Alexander Šabalov, příležitostně též Levon Aronjan, Michael Adams, Hikaru Nakamura, Artur Jusupov či Vasilij Ivančuk.

## Varianty dle ECO
- B02: 1. e4 Jf6

- B03: 1. e4 Jf6 2. e5 Jd5 3. d4 (obsahuje Útok čtyř pěšců a Výměnnou variantu)

- B04: 1. e4 Jf6 2. e5 Jd5 3. d4 d6 4. Jf3 (Klasická varianta bez 4… Sg4)

- B05: 1. e4 Jf6 2. e5 Jd5 3. d4 d6 4. Jf3 Sg4 (Klasická varianta s 4...Sg4)

## Hlavní varianty
O udržení výhody prvního tahu může bílý bojovat pouze nejčastější odpovědí 2.e5. V ostatních variantách je černý schopen poměrně jednoduše vyrovnat hry.
|   | a | b | c | d | e | f | g | h |   |
| 8 | a8 černý věž · b8 černý jezdec · c8 černý střelec · d8 černý dáma · e8 černý král · f8 černý střelec · h8 černý věž · a7 černý pěšec · b7 černý pěšec · c7 černý pěšec · e7 černý pěšec · f7 černý pěšec · g7 černý pěšec · h7 černý pěšec · b6 černý jezdec · d6 černý pěšec · e5 bílý pěšec · c4 bílý pěšec · d4 bílý pěšec · f4 bílý pěšec · a2 bílý pěšec · b2 bílý pěšec · g2 bílý pěšec · h2 bílý pěšec · a1 bílý věž · b1 bílý jezdec · c1 bílý střelec · d1 bílý dáma · e1 bílý král · f1 bílý střelec · g1 bílý jezdec · h1 bílý věž | a8 černý věž · b8 černý jezdec · c8 černý střelec · d8 černý dáma · e8 černý král · f8 černý střelec · h8 černý věž · a7 černý pěšec · b7 černý pěšec · c7 černý pěšec · e7 černý pěšec · f7 černý pěšec · g7 černý pěšec · h7 černý pěšec · b6 černý jezdec · d6 černý pěšec · e5 bílý pěšec · c4 bílý pěšec · d4 bílý pěšec · f4 bílý pěšec · a2 bílý pěšec · b2 bílý pěšec · g2 bílý pěšec · h2 bílý pěšec · a1 bílý věž · b1 bílý jezdec · c1 bílý střelec · d1 bílý dáma · e1 bílý král · f1 bílý střelec · g1 bílý jezdec · h1 bílý věž | a8 černý věž · b8 černý jezdec · c8 černý střelec · d8 černý dáma · e8 černý král · f8 černý střelec · h8 černý věž · a7 černý pěšec · b7 černý pěšec · c7 černý pěšec · e7 černý pěšec · f7 černý pěšec · g7 černý pěšec · h7 černý pěšec · b6 černý jezdec · d6 černý pěšec · e5 bílý pěšec · c4 bílý pěšec · d4 bílý pěšec · f4 bílý pěšec · a2 bílý pěšec · b2 bílý pěšec · g2 bílý pěšec · h2 bílý pěšec · a1 bílý věž · b1 bílý jezdec · c1 bílý střelec · d1 bílý dáma · e1 bílý král · f1 bílý střelec · g1 bílý jezdec · h1 bílý věž | a8 černý věž · b8 černý jezdec · c8 černý střelec · d8 černý dáma · e8 černý král · f8 černý střelec · h8 černý věž · a7 černý pěšec · b7 černý pěšec · c7 černý pěšec · e7 černý pěšec · f7 černý pěšec · g7 černý pěšec · h7 černý pěšec · b6 černý jezdec · d6 černý pěšec · e5 bílý pěšec · c4 bílý pěšec · d4 bílý pěšec · f4 bílý pěšec · a2 bílý pěšec · b2 bílý pěšec · g2 bílý pěšec · h2 bílý pěšec · a1 bílý věž · b1 bílý jezdec · c1 bílý střelec · d1 bílý dáma · e1 bílý král · f1 bílý střelec · g1 bílý jezdec · h1 bílý věž | a8 černý věž · b8 černý jezdec · c8 černý střelec · d8 černý dáma · e8 černý král · f8 černý střelec · h8 černý věž · a7 černý pěšec · b7 černý pěšec · c7 černý pěšec · e7 černý pěšec · f7 černý pěšec · g7 černý pěšec · h7 černý pěšec · b6 černý jezdec · d6 černý pěšec · e5 bílý pěšec · c4 bílý pěšec · d4 bílý pěšec · f4 bílý pěšec · a2 bílý pěšec · b2 bílý pěšec · g2 bílý pěšec · h2 bílý pěšec · a1 bílý věž · b1 bílý jezdec · c1 bílý střelec · d1 bílý dáma · e1 bílý král · f1 bílý střelec · g1 bílý jezdec · h1 bílý věž | a8 černý věž · b8 černý jezdec · c8 černý střelec · d8 černý dáma · e8 černý král · f8 černý střelec · h8 černý věž · a7 černý pěšec · b7 černý pěšec · c7 černý pěšec · e7 černý pěšec · f7 černý pěšec · g7 černý pěšec · h7 černý pěšec · b6 černý jezdec · d6 černý pěšec · e5 bílý pěšec · c4 bílý pěšec · d4 bílý pěšec · f4 bílý pěšec · a2 bílý pěšec · b2 bílý pěšec · g2 bílý pěšec · h2 bílý pěšec · a1 bílý věž · b1 bílý jezdec · c1 bílý střelec · d1 bílý dáma · e1 bílý král · f1 bílý střelec · g1 bílý jezdec · h1 bílý věž | a8 černý věž · b8 černý jezdec · c8 černý střelec · d8 černý dáma · e8 černý král · f8 černý střelec · h8 černý věž · a7 černý pěšec · b7 černý pěšec · c7 černý pěšec · e7 černý pěšec · f7 černý pěšec · g7 černý pěšec · h7 černý pěšec · b6 černý jezdec · d6 černý pěšec · e5 bílý pěšec · c4 bílý pěšec · d4 bílý pěšec · f4 bílý pěšec · a2 bílý pěšec · b2 bílý pěšec · g2 bílý pěšec · h2 bílý pěšec · a1 bílý věž · b1 bílý jezdec · c1 bílý střelec · d1 bílý dáma · e1 bílý král · f1 bílý střelec · g1 bílý jezdec · h1 bílý věž | a8 černý věž · b8 černý jezdec · c8 černý střelec · d8 černý dáma · e8 černý král · f8 černý střelec · h8 černý věž · a7 černý pěšec · b7 černý pěšec · c7 černý pěšec · e7 černý pěšec · f7 černý pěšec · g7 černý pěšec · h7 černý pěšec · b6 černý jezdec · d6 černý pěšec · e5 bílý pěšec · c4 bílý pěšec · d4 bílý pěšec · f4 bílý pěšec · a2 bílý pěšec · b2 bílý pěšec · g2 bílý pěšec · h2 bílý pěšec · a1 bílý věž · b1 bílý jezdec · c1 bílý střelec · d1 bílý dáma · e1 bílý král · f1 bílý střelec · g1 bílý jezdec · h1 bílý věž | 8 |
| 7 | a8 černý věž · b8 černý jezdec · c8 černý střelec · d8 černý dáma · e8 černý král · f8 černý střelec · h8 černý věž · a7 černý pěšec · b7 černý pěšec · c7 černý pěšec · e7 černý pěšec · f7 černý pěšec · g7 černý pěšec · h7 černý pěšec · b6 černý jezdec · d6 černý pěšec · e5 bílý pěšec · c4 bílý pěšec · d4 bílý pěšec · f4 bílý pěšec · a2 bílý pěšec · b2 bílý pěšec · g2 bílý pěšec · h2 bílý pěšec · a1 bílý věž · b1 bílý jezdec · c1 bílý střelec · d1 bílý dáma · e1 bílý král · f1 bílý střelec · g1 bílý jezdec · h1 bílý věž | a8 černý věž · b8 černý jezdec · c8 černý střelec · d8 černý dáma · e8 černý král · f8 černý střelec · h8 černý věž · a7 černý pěšec · b7 černý pěšec · c7 černý pěšec · e7 černý pěšec · f7 černý pěšec · g7 černý pěšec · h7 černý pěšec · b6 černý jezdec · d6 černý pěšec · e5 bílý pěšec · c4 bílý pěšec · d4 bílý pěšec · f4 bílý pěšec · a2 bílý pěšec · b2 bílý pěšec · g2 bílý pěšec · h2 bílý pěšec · a1 bílý věž · b1 bílý jezdec · c1 bílý střelec · d1 bílý dáma · e1 bílý král · f1 bílý střelec · g1 bílý jezdec · h1 bílý věž | a8 černý věž · b8 černý jezdec · c8 černý střelec · d8 černý dáma · e8 černý král · f8 černý střelec · h8 černý věž · a7 černý pěšec · b7 černý pěšec · c7 černý pěšec · e7 černý pěšec · f7 černý pěšec · g7 černý pěšec · h7 černý pěšec · b6 černý jezdec · d6 černý pěšec · e5 bílý pěšec · c4 bílý pěšec · d4 bílý pěšec · f4 bílý pěšec · a2 bílý pěšec · b2 bílý pěšec · g2 bílý pěšec · h2 bílý pěšec · a1 bílý věž · b1 bílý jezdec · c1 bílý střelec · d1 bílý dáma · e1 bílý král · f1 bílý střelec · g1 bílý jezdec · h1 bílý věž | a8 černý věž · b8 černý jezdec · c8 černý střelec · d8 černý dáma · e8 černý král · f8 černý střelec · h8 černý věž · a7 černý pěšec · b7 černý pěšec · c7 černý pěšec · e7 černý pěšec · f7 černý pěšec · g7 černý pěšec · h7 černý pěšec · b6 černý jezdec · d6 černý pěšec · e5 bílý pěšec · c4 bílý pěšec · d4 bílý pěšec · f4 bílý pěšec · a2 bílý pěšec · b2 bílý pěšec · g2 bílý pěšec · h2 bílý pěšec · a1 bílý věž · b1 bílý jezdec · c1 bílý střelec · d1 bílý dáma · e1 bílý král · f1 bílý střelec · g1 bílý jezdec · h1 bílý věž | a8 černý věž · b8 černý jezdec · c8 černý střelec · d8 černý dáma · e8 černý král · f8 černý střelec · h8 černý věž · a7 černý pěšec · b7 černý pěšec · c7 černý pěšec · e7 černý pěšec · f7 černý pěšec · g7 černý pěšec · h7 černý pěšec · b6 černý jezdec · d6 černý pěšec · e5 bílý pěšec · c4 bílý pěšec · d4 bílý pěšec · f4 bílý pěšec · a2 bílý pěšec · b2 bílý pěšec · g2 bílý pěšec · h2 bílý pěšec · a1 bílý věž · b1 bílý jezdec · c1 bílý střelec · d1 bílý dáma · e1 bílý král · f1 bílý střelec · g1 bílý jezdec · h1 bílý věž | a8 černý věž · b8 černý jezdec · c8 černý střelec · d8 černý dáma · e8 černý král · f8 černý střelec · h8 černý věž · a7 černý pěšec · b7 černý pěšec · c7 černý pěšec · e7 černý pěšec · f7 černý pěšec · g7 černý pěšec · h7 černý pěšec · b6 černý jezdec · d6 černý pěšec · e5 bílý pěšec · c4 bílý pěšec · d4 bílý pěšec · f4 bílý pěšec · a2 bílý pěšec · b2 bílý pěšec · g2 bílý pěšec · h2 bílý pěšec · a1 bílý věž · b1 bílý jezdec · c1 bílý střelec · d1 bílý dáma · e1 bílý král · f1 bílý střelec · g1 bílý jezdec · h1 bílý věž | a8 černý věž · b8 černý jezdec · c8 černý střelec · d8 černý dáma · e8 černý král · f8 černý střelec · h8 černý věž · a7 černý pěšec · b7 černý pěšec · c7 černý pěšec · e7 černý pěšec · f7 černý pěšec · g7 černý pěšec · h7 černý pěšec · b6 černý jezdec · d6 černý pěšec · e5 bílý pěšec · c4 bílý pěšec · d4 bílý pěšec · f4 bílý pěšec · a2 bílý pěšec · b2 bílý pěšec · g2 bílý pěšec · h2 bílý pěšec · a1 bílý věž · b1 bílý jezdec · c1 bílý střelec · d1 bílý dáma · e1 bílý král · f1 bílý střelec · g1 bílý jezdec · h1 bílý věž | a8 černý věž · b8 černý jezdec · c8 černý střelec · d8 černý dáma · e8 černý král · f8 černý střelec · h8 černý věž · a7 černý pěšec · b7 černý pěšec · c7 černý pěšec · e7 černý pěšec · f7 černý pěšec · g7 černý pěšec · h7 černý pěšec · b6 černý jezdec · d6 černý pěšec · e5 bílý pěšec · c4 bílý pěšec · d4 bílý pěšec · f4 bílý pěšec · a2 bílý pěšec · b2 bílý pěšec · g2 bílý pěšec · h2 bílý pěšec · a1 bílý věž · b1 bílý jezdec · c1 bílý střelec · d1 bílý dáma · e1 bílý král · f1 bílý střelec · g1 bílý jezdec · h1 bílý věž | 7 |
| 6 | a8 černý věž · b8 černý jezdec · c8 černý střelec · d8 černý dáma · e8 černý král · f8 černý střelec · h8 černý věž · a7 černý pěšec · b7 černý pěšec · c7 černý pěšec · e7 černý pěšec · f7 černý pěšec · g7 černý pěšec · h7 černý pěšec · b6 černý jezdec · d6 černý pěšec · e5 bílý pěšec · c4 bílý pěšec · d4 bílý pěšec · f4 bílý pěšec · a2 bílý pěšec · b2 bílý pěšec · g2 bílý pěšec · h2 bílý pěšec · a1 bílý věž · b1 bílý jezdec · c1 bílý střelec · d1 bílý dáma · e1 bílý král · f1 bílý střelec · g1 bílý jezdec · h1 bílý věž | a8 černý věž · b8 černý jezdec · c8 černý střelec · d8 černý dáma · e8 černý král · f8 černý střelec · h8 černý věž · a7 černý pěšec · b7 černý pěšec · c7 černý pěšec · e7 černý pěšec · f7 černý pěšec · g7 černý pěšec · h7 černý pěšec · b6 černý jezdec · d6 černý pěšec · e5 bílý pěšec · c4 bílý pěšec · d4 bílý pěšec · f4 bílý pěšec · a2 bílý pěšec · b2 bílý pěšec · g2 bílý pěšec · h2 bílý pěšec · a1 bílý věž · b1 bílý jezdec · c1 bílý střelec · d1 bílý dáma · e1 bílý král · f1 bílý střelec · g1 bílý jezdec · h1 bílý věž | a8 černý věž · b8 černý jezdec · c8 černý střelec · d8 černý dáma · e8 černý král · f8 černý střelec · h8 černý věž · a7 černý pěšec · b7 černý pěšec · c7 černý pěšec · e7 černý pěšec · f7 černý pěšec · g7 černý pěšec · h7 černý pěšec · b6 černý jezdec · d6 černý pěšec · e5 bílý pěšec · c4 bílý pěšec · d4 bílý pěšec · f4 bílý pěšec · a2 bílý pěšec · b2 bílý pěšec · g2 bílý pěšec · h2 bílý pěšec · a1 bílý věž · b1 bílý jezdec · c1 bílý střelec · d1 bílý dáma · e1 bílý král · f1 bílý střelec · g1 bílý jezdec · h1 bílý věž | a8 černý věž · b8 černý jezdec · c8 černý střelec · d8 černý dáma · e8 černý král · f8 černý střelec · h8 černý věž · a7 černý pěšec · b7 černý pěšec · c7 černý pěšec · e7 černý pěšec · f7 černý pěšec · g7 černý pěšec · h7 černý pěšec · b6 černý jezdec · d6 černý pěšec · e5 bílý pěšec · c4 bílý pěšec · d4 bílý pěšec · f4 bílý pěšec · a2 bílý pěšec · b2 bílý pěšec · g2 bílý pěšec · h2 bílý pěšec · a1 bílý věž · b1 bílý jezdec · c1 bílý střelec · d1 bílý dáma · e1 bílý král · f1 bílý střelec · g1 bílý jezdec · h1 bílý věž | a8 černý věž · b8 černý jezdec · c8 černý střelec · d8 černý dáma · e8 černý král · f8 černý střelec · h8 černý věž · a7 černý pěšec · b7 černý pěšec · c7 černý pěšec · e7 černý pěšec · f7 černý pěšec · g7 černý pěšec · h7 černý pěšec · b6 černý jezdec · d6 černý pěšec · e5 bílý pěšec · c4 bílý pěšec · d4 bílý pěšec · f4 bílý pěšec · a2 bílý pěšec · b2 bílý pěšec · g2 bílý pěšec · h2 bílý pěšec · a1 bílý věž · b1 bílý jezdec · c1 bílý střelec · d1 bílý dáma · e1 bílý král · f1 bílý střelec · g1 bílý jezdec · h1 bílý věž | a8 černý věž · b8 černý jezdec · c8 černý střelec · d8 černý dáma · e8 černý král · f8 černý střelec · h8 černý věž · a7 černý pěšec · b7 černý pěšec · c7 černý pěšec · e7 černý pěšec · f7 černý pěšec · g7 černý pěšec · h7 černý pěšec · b6 černý jezdec · d6 černý pěšec · e5 bílý pěšec · c4 bílý pěšec · d4 bílý pěšec · f4 bílý pěšec · a2 bílý pěšec · b2 bílý pěšec · g2 bílý pěšec · h2 bílý pěšec · a1 bílý věž · b1 bílý jezdec · c1 bílý střelec · d1 bílý dáma · e1 bílý král · f1 bílý střelec · g1 bílý jezdec · h1 bílý věž | a8 černý věž · b8 černý jezdec · c8 černý střelec · d8 černý dáma · e8 černý král · f8 černý střelec · h8 černý věž · a7 černý pěšec · b7 černý pěšec · c7 černý pěšec · e7 černý pěšec · f7 černý pěšec · g7 černý pěšec · h7 černý pěšec · b6 černý jezdec · d6 černý pěšec · e5 bílý pěšec · c4 bílý pěšec · d4 bílý pěšec · f4 bílý pěšec · a2 bílý pěšec · b2 bílý pěšec · g2 bílý pěšec · h2 bílý pěšec · a1 bílý věž · b1 bílý jezdec · c1 bílý střelec · d1 bílý dáma · e1 bílý král · f1 bílý střelec · g1 bílý jezdec · h1 bílý věž | a8 černý věž · b8 černý jezdec · c8 černý střelec · d8 černý dáma · e8 černý král · f8 černý střelec · h8 černý věž · a7 černý pěšec · b7 černý pěšec · c7 černý pěšec · e7 černý pěšec · f7 černý pěšec · g7 černý pěšec · h7 černý pěšec · b6 černý jezdec · d6 černý pěšec · e5 bílý pěšec · c4 bílý pěšec · d4 bílý pěšec · f4 bílý pěšec · a2 bílý pěšec · b2 bílý pěšec · g2 bílý pěšec · h2 bílý pěšec · a1 bílý věž · b1 bílý jezdec · c1 bílý střelec · d1 bílý dáma · e1 bílý král · f1 bílý střelec · g1 bílý jezdec · h1 bílý věž | 6 |
| 5 | a8 černý věž · b8 černý jezdec · c8 černý střelec · d8 černý dáma · e8 černý král · f8 černý střelec · h8 černý věž · a7 černý pěšec · b7 černý pěšec · c7 černý pěšec · e7 černý pěšec · f7 černý pěšec · g7 černý pěšec · h7 černý pěšec · b6 černý jezdec · d6 černý pěšec · e5 bílý pěšec · c4 bílý pěšec · d4 bílý pěšec · f4 bílý pěšec · a2 bílý pěšec · b2 bílý pěšec · g2 bílý pěšec · h2 bílý pěšec · a1 bílý věž · b1 bílý jezdec · c1 bílý střelec · d1 bílý dáma · e1 bílý král · f1 bílý střelec · g1 bílý jezdec · h1 bílý věž | a8 černý věž · b8 černý jezdec · c8 černý střelec · d8 černý dáma · e8 černý král · f8 černý střelec · h8 černý věž · a7 černý pěšec · b7 černý pěšec · c7 černý pěšec · e7 černý pěšec · f7 černý pěšec · g7 černý pěšec · h7 černý pěšec · b6 černý jezdec · d6 černý pěšec · e5 bílý pěšec · c4 bílý pěšec · d4 bílý pěšec · f4 bílý pěšec · a2 bílý pěšec · b2 bílý pěšec · g2 bílý pěšec · h2 bílý pěšec · a1 bílý věž · b1 bílý jezdec · c1 bílý střelec · d1 bílý dáma · e1 bílý král · f1 bílý střelec · g1 bílý jezdec · h1 bílý věž | a8 černý věž · b8 černý jezdec · c8 černý střelec · d8 černý dáma · e8 černý král · f8 černý střelec · h8 černý věž · a7 černý pěšec · b7 černý pěšec · c7 černý pěšec · e7 černý pěšec · f7 černý pěšec · g7 černý pěšec · h7 černý pěšec · b6 černý jezdec · d6 černý pěšec · e5 bílý pěšec · c4 bílý pěšec · d4 bílý pěšec · f4 bílý pěšec · a2 bílý pěšec · b2 bílý pěšec · g2 bílý pěšec · h2 bílý pěšec · a1 bílý věž · b1 bílý jezdec · c1 bílý střelec · d1 bílý dáma · e1 bílý král · f1 bílý střelec · g1 bílý jezdec · h1 bílý věž | a8 černý věž · b8 černý jezdec · c8 černý střelec · d8 černý dáma · e8 černý král · f8 černý střelec · h8 černý věž · a7 černý pěšec · b7 černý pěšec · c7 černý pěšec · e7 černý pěšec · f7 černý pěšec · g7 černý pěšec · h7 černý pěšec · b6 černý jezdec · d6 černý pěšec · e5 bílý pěšec · c4 bílý pěšec · d4 bílý pěšec · f4 bílý pěšec · a2 bílý pěšec · b2 bílý pěšec · g2 bílý pěšec · h2 bílý pěšec · a1 bílý věž · b1 bílý jezdec · c1 bílý střelec · d1 bílý dáma · e1 bílý král · f1 bílý střelec · g1 bílý jezdec · h1 bílý věž | a8 černý věž · b8 černý jezdec · c8 černý střelec · d8 černý dáma · e8 černý král · f8 černý střelec · h8 černý věž · a7 černý pěšec · b7 černý pěšec · c7 černý pěšec · e7 černý pěšec · f7 černý pěšec · g7 černý pěšec · h7 černý pěšec · b6 černý jezdec · d6 černý pěšec · e5 bílý pěšec · c4 bílý pěšec · d4 bílý pěšec · f4 bílý pěšec · a2 bílý pěšec · b2 bílý pěšec · g2 bílý pěšec · h2 bílý pěšec · a1 bílý věž · b1 bílý jezdec · c1 bílý střelec · d1 bílý dáma · e1 bílý král · f1 bílý střelec · g1 bílý jezdec · h1 bílý věž | a8 černý věž · b8 černý jezdec · c8 černý střelec · d8 černý dáma · e8 černý král · f8 černý střelec · h8 černý věž · a7 černý pěšec · b7 černý pěšec · c7 černý pěšec · e7 černý pěšec · f7 černý pěšec · g7 černý pěšec · h7 černý pěšec · b6 černý jezdec · d6 černý pěšec · e5 bílý pěšec · c4 bílý pěšec · d4 bílý pěšec · f4 bílý pěšec · a2 bílý pěšec · b2 bílý pěšec · g2 bílý pěšec · h2 bílý pěšec · a1 bílý věž · b1 bílý jezdec · c1 bílý střelec · d1 bílý dáma · e1 bílý král · f1 bílý střelec · g1 bílý jezdec · h1 bílý věž | a8 černý věž · b8 černý jezdec · c8 černý střelec · d8 černý dáma · e8 černý král · f8 černý střelec · h8 černý věž · a7 černý pěšec · b7 černý pěšec · c7 černý pěšec · e7 černý pěšec · f7 černý pěšec · g7 černý pěšec · h7 černý pěšec · b6 černý jezdec · d6 černý pěšec · e5 bílý pěšec · c4 bílý pěšec · d4 bílý pěšec · f4 bílý pěšec · a2 bílý pěšec · b2 bílý pěšec · g2 bílý pěšec · h2 bílý pěšec · a1 bílý věž · b1 bílý jezdec · c1 bílý střelec · d1 bílý dáma · e1 bílý král · f1 bílý střelec · g1 bílý jezdec · h1 bílý věž | a8 černý věž · b8 černý jezdec · c8 černý střelec · d8 černý dáma · e8 černý král · f8 černý střelec · h8 černý věž · a7 černý pěšec · b7 černý pěšec · c7 černý pěšec · e7 černý pěšec · f7 černý pěšec · g7 černý pěšec · h7 černý pěšec · b6 černý jezdec · d6 černý pěšec · e5 bílý pěšec · c4 bílý pěšec · d4 bílý pěšec · f4 bílý pěšec · a2 bílý pěšec · b2 bílý pěšec · g2 bílý pěšec · h2 bílý pěšec · a1 bílý věž · b1 bílý jezdec · c1 bílý střelec · d1 bílý dáma · e1 bílý král · f1 bílý střelec · g1 bílý jezdec · h1 bílý věž | 5 |
| 4 | a8 černý věž · b8 černý jezdec · c8 černý střelec · d8 černý dáma · e8 černý král · f8 černý střelec · h8 černý věž · a7 černý pěšec · b7 černý pěšec · c7 černý pěšec · e7 černý pěšec · f7 černý pěšec · g7 černý pěšec · h7 černý pěšec · b6 černý jezdec · d6 černý pěšec · e5 bílý pěšec · c4 bílý pěšec · d4 bílý pěšec · f4 bílý pěšec · a2 bílý pěšec · b2 bílý pěšec · g2 bílý pěšec · h2 bílý pěšec · a1 bílý věž · b1 bílý jezdec · c1 bílý střelec · d1 bílý dáma · e1 bílý král · f1 bílý střelec · g1 bílý jezdec · h1 bílý věž | a8 černý věž · b8 černý jezdec · c8 černý střelec · d8 černý dáma · e8 černý král · f8 černý střelec · h8 černý věž · a7 černý pěšec · b7 černý pěšec · c7 černý pěšec · e7 černý pěšec · f7 černý pěšec · g7 černý pěšec · h7 černý pěšec · b6 černý jezdec · d6 černý pěšec · e5 bílý pěšec · c4 bílý pěšec · d4 bílý pěšec · f4 bílý pěšec · a2 bílý pěšec · b2 bílý pěšec · g2 bílý pěšec · h2 bílý pěšec · a1 bílý věž · b1 bílý jezdec · c1 bílý střelec · d1 bílý dáma · e1 bílý král · f1 bílý střelec · g1 bílý jezdec · h1 bílý věž | a8 černý věž · b8 černý jezdec · c8 černý střelec · d8 černý dáma · e8 černý král · f8 černý střelec · h8 černý věž · a7 černý pěšec · b7 černý pěšec · c7 černý pěšec · e7 černý pěšec · f7 černý pěšec · g7 černý pěšec · h7 černý pěšec · b6 černý jezdec · d6 černý pěšec · e5 bílý pěšec · c4 bílý pěšec · d4 bílý pěšec · f4 bílý pěšec · a2 bílý pěšec · b2 bílý pěšec · g2 bílý pěšec · h2 bílý pěšec · a1 bílý věž · b1 bílý jezdec · c1 bílý střelec · d1 bílý dáma · e1 bílý král · f1 bílý střelec · g1 bílý jezdec · h1 bílý věž | a8 černý věž · b8 černý jezdec · c8 černý střelec · d8 černý dáma · e8 černý král · f8 černý střelec · h8 černý věž · a7 černý pěšec · b7 černý pěšec · c7 černý pěšec · e7 černý pěšec · f7 černý pěšec · g7 černý pěšec · h7 černý pěšec · b6 černý jezdec · d6 černý pěšec · e5 bílý pěšec · c4 bílý pěšec · d4 bílý pěšec · f4 bílý pěšec · a2 bílý pěšec · b2 bílý pěšec · g2 bílý pěšec · h2 bílý pěšec · a1 bílý věž · b1 bílý jezdec · c1 bílý střelec · d1 bílý dáma · e1 bílý král · f1 bílý střelec · g1 bílý jezdec · h1 bílý věž | a8 černý věž · b8 černý jezdec · c8 černý střelec · d8 černý dáma · e8 černý král · f8 černý střelec · h8 černý věž · a7 černý pěšec · b7 černý pěšec · c7 černý pěšec · e7 černý pěšec · f7 černý pěšec · g7 černý pěšec · h7 černý pěšec · b6 černý jezdec · d6 černý pěšec · e5 bílý pěšec · c4 bílý pěšec · d4 bílý pěšec · f4 bílý pěšec · a2 bílý pěšec · b2 bílý pěšec · g2 bílý pěšec · h2 bílý pěšec · a1 bílý věž · b1 bílý jezdec · c1 bílý střelec · d1 bílý dáma · e1 bílý král · f1 bílý střelec · g1 bílý jezdec · h1 bílý věž | a8 černý věž · b8 černý jezdec · c8 černý střelec · d8 černý dáma · e8 černý král · f8 černý střelec · h8 černý věž · a7 černý pěšec · b7 černý pěšec · c7 černý pěšec · e7 černý pěšec · f7 černý pěšec · g7 černý pěšec · h7 černý pěšec · b6 černý jezdec · d6 černý pěšec · e5 bílý pěšec · c4 bílý pěšec · d4 bílý pěšec · f4 bílý pěšec · a2 bílý pěšec · b2 bílý pěšec · g2 bílý pěšec · h2 bílý pěšec · a1 bílý věž · b1 bílý jezdec · c1 bílý střelec · d1 bílý dáma · e1 bílý král · f1 bílý střelec · g1 bílý jezdec · h1 bílý věž | a8 černý věž · b8 černý jezdec · c8 černý střelec · d8 černý dáma · e8 černý král · f8 černý střelec · h8 černý věž · a7 černý pěšec · b7 černý pěšec · c7 černý pěšec · e7 černý pěšec · f7 černý pěšec · g7 černý pěšec · h7 černý pěšec · b6 černý jezdec · d6 černý pěšec · e5 bílý pěšec · c4 bílý pěšec · d4 bílý pěšec · f4 bílý pěšec · a2 bílý pěšec · b2 bílý pěšec · g2 bílý pěšec · h2 bílý pěšec · a1 bílý věž · b1 bílý jezdec · c1 bílý střelec · d1 bílý dáma · e1 bílý král · f1 bílý střelec · g1 bílý jezdec · h1 bílý věž | a8 černý věž · b8 černý jezdec · c8 černý střelec · d8 černý dáma · e8 černý král · f8 černý střelec · h8 černý věž · a7 černý pěšec · b7 černý pěšec · c7 černý pěšec · e7 černý pěšec · f7 černý pěšec · g7 černý pěšec · h7 černý pěšec · b6 černý jezdec · d6 černý pěšec · e5 bílý pěšec · c4 bílý pěšec · d4 bílý pěšec · f4 bílý pěšec · a2 bílý pěšec · b2 bílý pěšec · g2 bílý pěšec · h2 bílý pěšec · a1 bílý věž · b1 bílý jezdec · c1 bílý střelec · d1 bílý dáma · e1 bílý král · f1 bílý střelec · g1 bílý jezdec · h1 bílý věž | 4 |
| 3 | a8 černý věž · b8 černý jezdec · c8 černý střelec · d8 černý dáma · e8 černý král · f8 černý střelec · h8 černý věž · a7 černý pěšec · b7 černý pěšec · c7 černý pěšec · e7 černý pěšec · f7 černý pěšec · g7 černý pěšec · h7 černý pěšec · b6 černý jezdec · d6 černý pěšec · e5 bílý pěšec · c4 bílý pěšec · d4 bílý pěšec · f4 bílý pěšec · a2 bílý pěšec · b2 bílý pěšec · g2 bílý pěšec · h2 bílý pěšec · a1 bílý věž · b1 bílý jezdec · c1 bílý střelec · d1 bílý dáma · e1 bílý král · f1 bílý střelec · g1 bílý jezdec · h1 bílý věž | a8 černý věž · b8 černý jezdec · c8 černý střelec · d8 černý dáma · e8 černý král · f8 černý střelec · h8 černý věž · a7 černý pěšec · b7 černý pěšec · c7 černý pěšec · e7 černý pěšec · f7 černý pěšec · g7 černý pěšec · h7 černý pěšec · b6 černý jezdec · d6 černý pěšec · e5 bílý pěšec · c4 bílý pěšec · d4 bílý pěšec · f4 bílý pěšec · a2 bílý pěšec · b2 bílý pěšec · g2 bílý pěšec · h2 bílý pěšec · a1 bílý věž · b1 bílý jezdec · c1 bílý střelec · d1 bílý dáma · e1 bílý král · f1 bílý střelec · g1 bílý jezdec · h1 bílý věž | a8 černý věž · b8 černý jezdec · c8 černý střelec · d8 černý dáma · e8 černý král · f8 černý střelec · h8 černý věž · a7 černý pěšec · b7 černý pěšec · c7 černý pěšec · e7 černý pěšec · f7 černý pěšec · g7 černý pěšec · h7 černý pěšec · b6 černý jezdec · d6 černý pěšec · e5 bílý pěšec · c4 bílý pěšec · d4 bílý pěšec · f4 bílý pěšec · a2 bílý pěšec · b2 bílý pěšec · g2 bílý pěšec · h2 bílý pěšec · a1 bílý věž · b1 bílý jezdec · c1 bílý střelec · d1 bílý dáma · e1 bílý král · f1 bílý střelec · g1 bílý jezdec · h1 bílý věž | a8 černý věž · b8 černý jezdec · c8 černý střelec · d8 černý dáma · e8 černý král · f8 černý střelec · h8 černý věž · a7 černý pěšec · b7 černý pěšec · c7 černý pěšec · e7 černý pěšec · f7 černý pěšec · g7 černý pěšec · h7 černý pěšec · b6 černý jezdec · d6 černý pěšec · e5 bílý pěšec · c4 bílý pěšec · d4 bílý pěšec · f4 bílý pěšec · a2 bílý pěšec · b2 bílý pěšec · g2 bílý pěšec · h2 bílý pěšec · a1 bílý věž · b1 bílý jezdec · c1 bílý střelec · d1 bílý dáma · e1 bílý král · f1 bílý střelec · g1 bílý jezdec · h1 bílý věž | a8 černý věž · b8 černý jezdec · c8 černý střelec · d8 černý dáma · e8 černý král · f8 černý střelec · h8 černý věž · a7 černý pěšec · b7 černý pěšec · c7 černý pěšec · e7 černý pěšec · f7 černý pěšec · g7 černý pěšec · h7 černý pěšec · b6 černý jezdec · d6 černý pěšec · e5 bílý pěšec · c4 bílý pěšec · d4 bílý pěšec · f4 bílý pěšec · a2 bílý pěšec · b2 bílý pěšec · g2 bílý pěšec · h2 bílý pěšec · a1 bílý věž · b1 bílý jezdec · c1 bílý střelec · d1 bílý dáma · e1 bílý král · f1 bílý střelec · g1 bílý jezdec · h1 bílý věž | a8 černý věž · b8 černý jezdec · c8 černý střelec · d8 černý dáma · e8 černý král · f8 černý střelec · h8 černý věž · a7 černý pěšec · b7 černý pěšec · c7 černý pěšec · e7 černý pěšec · f7 černý pěšec · g7 černý pěšec · h7 černý pěšec · b6 černý jezdec · d6 černý pěšec · e5 bílý pěšec · c4 bílý pěšec · d4 bílý pěšec · f4 bílý pěšec · a2 bílý pěšec · b2 bílý pěšec · g2 bílý pěšec · h2 bílý pěšec · a1 bílý věž · b1 bílý jezdec · c1 bílý střelec · d1 bílý dáma · e1 bílý král · f1 bílý střelec · g1 bílý jezdec · h1 bílý věž | a8 černý věž · b8 černý jezdec · c8 černý střelec · d8 černý dáma · e8 černý král · f8 černý střelec · h8 černý věž · a7 černý pěšec · b7 černý pěšec · c7 černý pěšec · e7 černý pěšec · f7 černý pěšec · g7 černý pěšec · h7 černý pěšec · b6 černý jezdec · d6 černý pěšec · e5 bílý pěšec · c4 bílý pěšec · d4 bílý pěšec · f4 bílý pěšec · a2 bílý pěšec · b2 bílý pěšec · g2 bílý pěšec · h2 bílý pěšec · a1 bílý věž · b1 bílý jezdec · c1 bílý střelec · d1 bílý dáma · e1 bílý král · f1 bílý střelec · g1 bílý jezdec · h1 bílý věž | a8 černý věž · b8 černý jezdec · c8 černý střelec · d8 černý dáma · e8 černý král · f8 černý střelec · h8 černý věž · a7 černý pěšec · b7 černý pěšec · c7 černý pěšec · e7 černý pěšec · f7 černý pěšec · g7 černý pěšec · h7 černý pěšec · b6 černý jezdec · d6 černý pěšec · e5 bílý pěšec · c4 bílý pěšec · d4 bílý pěšec · f4 bílý pěšec · a2 bílý pěšec · b2 bílý pěšec · g2 bílý pěšec · h2 bílý pěšec · a1 bílý věž · b1 bílý jezdec · c1 bílý střelec · d1 bílý dáma · e1 bílý král · f1 bílý střelec · g1 bílý jezdec · h1 bílý věž | 3 |
| 2 | a8 černý věž · b8 černý jezdec · c8 černý střelec · d8 černý dáma · e8 černý král · f8 černý střelec · h8 černý věž · a7 černý pěšec · b7 černý pěšec · c7 černý pěšec · e7 černý pěšec · f7 černý pěšec · g7 černý pěšec · h7 černý pěšec · b6 černý jezdec · d6 černý pěšec · e5 bílý pěšec · c4 bílý pěšec · d4 bílý pěšec · f4 bílý pěšec · a2 bílý pěšec · b2 bílý pěšec · g2 bílý pěšec · h2 bílý pěšec · a1 bílý věž · b1 bílý jezdec · c1 bílý střelec · d1 bílý dáma · e1 bílý král · f1 bílý střelec · g1 bílý jezdec · h1 bílý věž | a8 černý věž · b8 černý jezdec · c8 černý střelec · d8 černý dáma · e8 černý král · f8 černý střelec · h8 černý věž · a7 černý pěšec · b7 černý pěšec · c7 černý pěšec · e7 černý pěšec · f7 černý pěšec · g7 černý pěšec · h7 černý pěšec · b6 černý jezdec · d6 černý pěšec · e5 bílý pěšec · c4 bílý pěšec · d4 bílý pěšec · f4 bílý pěšec · a2 bílý pěšec · b2 bílý pěšec · g2 bílý pěšec · h2 bílý pěšec · a1 bílý věž · b1 bílý jezdec · c1 bílý střelec · d1 bílý dáma · e1 bílý král · f1 bílý střelec · g1 bílý jezdec · h1 bílý věž | a8 černý věž · b8 černý jezdec · c8 černý střelec · d8 černý dáma · e8 černý král · f8 černý střelec · h8 černý věž · a7 černý pěšec · b7 černý pěšec · c7 černý pěšec · e7 černý pěšec · f7 černý pěšec · g7 černý pěšec · h7 černý pěšec · b6 černý jezdec · d6 černý pěšec · e5 bílý pěšec · c4 bílý pěšec · d4 bílý pěšec · f4 bílý pěšec · a2 bílý pěšec · b2 bílý pěšec · g2 bílý pěšec · h2 bílý pěšec · a1 bílý věž · b1 bílý jezdec · c1 bílý střelec · d1 bílý dáma · e1 bílý král · f1 bílý střelec · g1 bílý jezdec · h1 bílý věž | a8 černý věž · b8 černý jezdec · c8 černý střelec · d8 černý dáma · e8 černý král · f8 černý střelec · h8 černý věž · a7 černý pěšec · b7 černý pěšec · c7 černý pěšec · e7 černý pěšec · f7 černý pěšec · g7 černý pěšec · h7 černý pěšec · b6 černý jezdec · d6 černý pěšec · e5 bílý pěšec · c4 bílý pěšec · d4 bílý pěšec · f4 bílý pěšec · a2 bílý pěšec · b2 bílý pěšec · g2 bílý pěšec · h2 bílý pěšec · a1 bílý věž · b1 bílý jezdec · c1 bílý střelec · d1 bílý dáma · e1 bílý král · f1 bílý střelec · g1 bílý jezdec · h1 bílý věž | a8 černý věž · b8 černý jezdec · c8 černý střelec · d8 černý dáma · e8 černý král · f8 černý střelec · h8 černý věž · a7 černý pěšec · b7 černý pěšec · c7 černý pěšec · e7 černý pěšec · f7 černý pěšec · g7 černý pěšec · h7 černý pěšec · b6 černý jezdec · d6 černý pěšec · e5 bílý pěšec · c4 bílý pěšec · d4 bílý pěšec · f4 bílý pěšec · a2 bílý pěšec · b2 bílý pěšec · g2 bílý pěšec · h2 bílý pěšec · a1 bílý věž · b1 bílý jezdec · c1 bílý střelec · d1 bílý dáma · e1 bílý král · f1 bílý střelec · g1 bílý jezdec · h1 bílý věž | a8 černý věž · b8 černý jezdec · c8 černý střelec · d8 černý dáma · e8 černý král · f8 černý střelec · h8 černý věž · a7 černý pěšec · b7 černý pěšec · c7 černý pěšec · e7 černý pěšec · f7 černý pěšec · g7 černý pěšec · h7 černý pěšec · b6 černý jezdec · d6 černý pěšec · e5 bílý pěšec · c4 bílý pěšec · d4 bílý pěšec · f4 bílý pěšec · a2 bílý pěšec · b2 bílý pěšec · g2 bílý pěšec · h2 bílý pěšec · a1 bílý věž · b1 bílý jezdec · c1 bílý střelec · d1 bílý dáma · e1 bílý král · f1 bílý střelec · g1 bílý jezdec · h1 bílý věž | a8 černý věž · b8 černý jezdec · c8 černý střelec · d8 černý dáma · e8 černý král · f8 černý střelec · h8 černý věž · a7 černý pěšec · b7 černý pěšec · c7 černý pěšec · e7 černý pěšec · f7 černý pěšec · g7 černý pěšec · h7 černý pěšec · b6 černý jezdec · d6 černý pěšec · e5 bílý pěšec · c4 bílý pěšec · d4 bílý pěšec · f4 bílý pěšec · a2 bílý pěšec · b2 bílý pěšec · g2 bílý pěšec · h2 bílý pěšec · a1 bílý věž · b1 bílý jezdec · c1 bílý střelec · d1 bílý dáma · e1 bílý král · f1 bílý střelec · g1 bílý jezdec · h1 bílý věž | a8 černý věž · b8 černý jezdec · c8 černý střelec · d8 černý dáma · e8 černý král · f8 černý střelec · h8 černý věž · a7 černý pěšec · b7 černý pěšec · c7 černý pěšec · e7 černý pěšec · f7 černý pěšec · g7 černý pěšec · h7 černý pěšec · b6 černý jezdec · d6 černý pěšec · e5 bílý pěšec · c4 bílý pěšec · d4 bílý pěšec · f4 bílý pěšec · a2 bílý pěšec · b2 bílý pěšec · g2 bílý pěšec · h2 bílý pěšec · a1 bílý věž · b1 bílý jezdec · c1 bílý střelec · d1 bílý dáma · e1 bílý král · f1 bílý střelec · g1 bílý jezdec · h1 bílý věž | 2 |
| 1 | a8 černý věž · b8 černý jezdec · c8 černý střelec · d8 černý dáma · e8 černý král · f8 černý střelec · h8 černý věž · a7 černý pěšec · b7 černý pěšec · c7 černý pěšec · e7 černý pěšec · f7 černý pěšec · g7 černý pěšec · h7 černý pěšec · b6 černý jezdec · d6 černý pěšec · e5 bílý pěšec · c4 bílý pěšec · d4 bílý pěšec · f4 bílý pěšec · a2 bílý pěšec · b2 bílý pěšec · g2 bílý pěšec · h2 bílý pěšec · a1 bílý věž · b1 bílý jezdec · c1 bílý střelec · d1 bílý dáma · e1 bílý král · f1 bílý střelec · g1 bílý jezdec · h1 bílý věž | a8 černý věž · b8 černý jezdec · c8 černý střelec · d8 černý dáma · e8 černý král · f8 černý střelec · h8 černý věž · a7 černý pěšec · b7 černý pěšec · c7 černý pěšec · e7 černý pěšec · f7 černý pěšec · g7 černý pěšec · h7 černý pěšec · b6 černý jezdec · d6 černý pěšec · e5 bílý pěšec · c4 bílý pěšec · d4 bílý pěšec · f4 bílý pěšec · a2 bílý pěšec · b2 bílý pěšec · g2 bílý pěšec · h2 bílý pěšec · a1 bílý věž · b1 bílý jezdec · c1 bílý střelec · d1 bílý dáma · e1 bílý král · f1 bílý střelec · g1 bílý jezdec · h1 bílý věž | a8 černý věž · b8 černý jezdec · c8 černý střelec · d8 černý dáma · e8 černý král · f8 černý střelec · h8 černý věž · a7 černý pěšec · b7 černý pěšec · c7 černý pěšec · e7 černý pěšec · f7 černý pěšec · g7 černý pěšec · h7 černý pěšec · b6 černý jezdec · d6 černý pěšec · e5 bílý pěšec · c4 bílý pěšec · d4 bílý pěšec · f4 bílý pěšec · a2 bílý pěšec · b2 bílý pěšec · g2 bílý pěšec · h2 bílý pěšec · a1 bílý věž · b1 bílý jezdec · c1 bílý střelec · d1 bílý dáma · e1 bílý král · f1 bílý střelec · g1 bílý jezdec · h1 bílý věž | a8 černý věž · b8 černý jezdec · c8 černý střelec · d8 černý dáma · e8 černý král · f8 černý střelec · h8 černý věž · a7 černý pěšec · b7 černý pěšec · c7 černý pěšec · e7 černý pěšec · f7 černý pěšec · g7 černý pěšec · h7 černý pěšec · b6 černý jezdec · d6 černý pěšec · e5 bílý pěšec · c4 bílý pěšec · d4 bílý pěšec · f4 bílý pěšec · a2 bílý pěšec · b2 bílý pěšec · g2 bílý pěšec · h2 bílý pěšec · a1 bílý věž · b1 bílý jezdec · c1 bílý střelec · d1 bílý dáma · e1 bílý král · f1 bílý střelec · g1 bílý jezdec · h1 bílý věž | a8 černý věž · b8 černý jezdec · c8 černý střelec · d8 černý dáma · e8 černý král · f8 černý střelec · h8 černý věž · a7 černý pěšec · b7 černý pěšec · c7 černý pěšec · e7 černý pěšec · f7 černý pěšec · g7 černý pěšec · h7 černý pěšec · b6 černý jezdec · d6 černý pěšec · e5 bílý pěšec · c4 bílý pěšec · d4 bílý pěšec · f4 bílý pěšec · a2 bílý pěšec · b2 bílý pěšec · g2 bílý pěšec · h2 bílý pěšec · a1 bílý věž · b1 bílý jezdec · c1 bílý střelec · d1 bílý dáma · e1 bílý král · f1 bílý střelec · g1 bílý jezdec · h1 bílý věž | a8 černý věž · b8 černý jezdec · c8 černý střelec · d8 černý dáma · e8 černý král · f8 černý střelec · h8 černý věž · a7 černý pěšec · b7 černý pěšec · c7 černý pěšec · e7 černý pěšec · f7 černý pěšec · g7 černý pěšec · h7 černý pěšec · b6 černý jezdec · d6 černý pěšec · e5 bílý pěšec · c4 bílý pěšec · d4 bílý pěšec · f4 bílý pěšec · a2 bílý pěšec · b2 bílý pěšec · g2 bílý pěšec · h2 bílý pěšec · a1 bílý věž · b1 bílý jezdec · c1 bílý střelec · d1 bílý dáma · e1 bílý král · f1 bílý střelec · g1 bílý jezdec · h1 bílý věž | a8 černý věž · b8 černý jezdec · c8 černý střelec · d8 černý dáma · e8 černý král · f8 černý střelec · h8 černý věž · a7 černý pěšec · b7 černý pěšec · c7 černý pěšec · e7 černý pěšec · f7 černý pěšec · g7 černý pěšec · h7 černý pěšec · b6 černý jezdec · d6 černý pěšec · e5 bílý pěšec · c4 bílý pěšec · d4 bílý pěšec · f4 bílý pěšec · a2 bílý pěšec · b2 bílý pěšec · g2 bílý pěšec · h2 bílý pěšec · a1 bílý věž · b1 bílý jezdec · c1 bílý střelec · d1 bílý dáma · e1 bílý král · f1 bílý střelec · g1 bílý jezdec · h1 bílý věž | a8 černý věž · b8 černý jezdec · c8 černý střelec · d8 černý dáma · e8 černý král · f8 černý střelec · h8 černý věž · a7 černý pěšec · b7 černý pěšec · c7 černý pěšec · e7 černý pěšec · f7 černý pěšec · g7 černý pěšec · h7 černý pěšec · b6 černý jezdec · d6 černý pěšec · e5 bílý pěšec · c4 bílý pěšec · d4 bílý pěšec · f4 bílý pěšec · a2 bílý pěšec · b2 bílý pěšec · g2 bílý pěšec · h2 bílý pěšec · a1 bílý věž · b1 bílý jezdec · c1 bílý střelec · d1 bílý dáma · e1 bílý král · f1 bílý střelec · g1 bílý jezdec · h1 bílý věž | 1 |
|   | a | b | c | d | e | f | g | h |   |

### Varianty bez 2. e5

#### 2. Jc3 (odmítnutá varianta)
Tato varianta je hned po hlavním postupu 2. e5 vůbec nejobvyklejší. Tah je často volen tím, kdo se snaží vyhnout konvenčním liniím Aljechinovi obrany. Černý může odpovědět 2… e5 s přechodem do vídeňské hry či hry dvou jezdců v obraně. Po odpovědi 2… d6 následuje převedení hry do Pircovy obrany. Může však také zvolit 2… d5, což je už samostatná větev obrany též nazývaná skandinávská varianta (z důvodu své podobnosti se skandinávskou obranou). Může přijít:
- 3. exd5 Jxd5
  - 4. Sc4 a nyní je jak 4… Jb6, tak 4… Jxc3 považováno za dobré pokračování černého, po němž dosáhne vyrovnání (na 4… Jb6 následuje např. 5. Sb3 Jc6 6. Jf3 Sf5 7. 0-0 e6 8. d3 Se7 s naprosto rovnou pozicí). 4… e6 je také solidní, ale blokuje bělopolného střelce.
  - 4. g3 se vyskytlo v korespondenční partii dánského šachisty Oveho Ekebjaerga. Partie pokračovala 4… Jxc3 5. bxc3 Dd5! 6. Df3! (6. Jf3 De4+ je pro bílého nepříjemné pro 7. Se2 Sh3 nebo 7. De2 Dxc2) 6… De6+! 7. De2 (na 7. Je2 či 7. Se2 přijde protivné 7… Sd7) 7… Dxe2+ 8. Jxe2 Sd7! 9. Sg2 Sc6 10. 0-0 Sxg2 11. Kxg2 Jc6 12. d3 g6 13. Vb1 0-0-0 14. c4 Sg7 a bílý má pohodlnější postavení (z partie Ekebjaerg–Alcantara Soares, koresp. 1989).
- 3. e5 je agresivnější postup. Černý se může rozhodnout mezi 3… d4 (dále např. 4. exf6 dxc3 5. fxg7 cxd2+ 6. Sxd2 Sxg7 s vyrovnáním), 3… Jfd7 (po 4. d4 e6 vznikne pozice Steinitzova systému francouzské obrany , ostřejší alternativa je 4. e6!?), 3… Je4!? či obskurním 3…Jg8. Většina velmistrů dává přednost hlavnímu pokračování 2. e5, ale Jonny Hector hrává pravidelně 2. Jc3 a proti odpovědi 2… d5 dosahuje úspěšných výsledků. Autoři knih o Aljechinově obraně, jako jsou Davies, Cox či Taylor, upřednostňují 2… e5 před 2… d5.

#### 2. d3 (Maróczyho varianta)
Vyskytuje se řidčeji. Přestože je hratelná, tahem 2. d3 si bílý blokuje svého bělopolného střelce, a proto je považována za poněkud pasivní. Pokud bílý svého střelce fianchettuje, je pravděpodobný přechod do královské indické obrany. Lev Alburt a Eric Schiller nazývají tuto variantu „mdlou“. Možné odpovědi černého jsou:
- 2… d5 doporučují Alburt se Schillerem
  - 3. Jd2 e5 vzniká Philidorova obrana s opačnými barvami. Možné pokračování: 4.Jgf3 Jc6 5. g3 Sc5 6. Sg2 0-0 7. 0-0 Ve8 a černý dosáhl rovné hry.
  - 3. e5 Jfd7 4. f4 (po 4. d4 c5 5. c3 Jc6 je pozice podobná francouzské obraně) 4… c5 5. Jf3 e6 6. g3!? Jc6 7. Sg2 Se7 8. 0-0 a nyní 8… 0-0 s ideou postupu pěšcem na f6 nebo 8… b5. Pozice je v těchto případech přibližně vyrovnaná.
- 2… Jc6 možný vývoj hry je: 3. f4 e5 4. Jf3 d5! 5. fxe5? dxe4! 6. exf6 exf3 7. Dxf3 Jd4 8. Df2 Dxf6! 9. De3+ (na 9. Dxf6? přijde gxf6! a bílý musí odevzdat kvalitu, protože není schopen pokrýt pole c2) 9… Se6 10. Kd1 0-0-0 11. Dg5 Df2 12. Sd2 Ve8 13. Df4 Sg4+ a bílý kapituloval, neboť by následovalo 14. Dxg4+ f5 15. Dg3 Ve1+ (z partie Ambrož J.-Modr B., polofinále přeboru ČSSR 1974).

#### 2. Sc4
Velmi málo hraná varianta, protože černý získá dvojici střelců a zmocní se kontroly nad centrem. Možné pokračování: 2… Jxe4 3. Sxf7+ Kxf7 4. Dh5+ Kg8 (nebo 4… g6) 5. Dd5 e6 6. Dxe4 Sg7 7. Df4 Ke8!. Alburt a Schiller o této variantě píšou doslova: „Černý se nemá čeho bát.“

#### 2. f3
Vzácně se objevující pokračování, z nějž je snadno možný přechod do lotyšského gambitu po 2… e5 3. f4!?.

### Varianta dvou jezdců
2. e5 Jd5 3.Jc3
vyskytuje se vzácně, bílý si dobrovolně nechává udělat dvojpěšce, hra je nejasná

### Útok dvou pěšců
2. e5 Jd5 3.c4 Jb6 4.c5 Jd5
vzácného výskytu, černý má dostatečnou protihru

### Útok čtyř pěšců
1. e4 Jf6 2. e5 Jd5 3. d4 d6 4.c4 Jb6 5.f4
snaží se udržet pěšcové centrum, zároveň se ale oslabuje, což černý může využít k protihře, dnes se moc často nevyskytuje

### Výměnná varianta
|   | a | b | c | d | e | f | g | h |   |
| 8 | a8 černý věž · b8 černý jezdec · c8 černý střelec · d8 černý dáma · e8 černý král · f8 černý střelec · h8 černý věž · a7 černý pěšec · b7 černý pěšec · c7 černý pěšec · e7 černý pěšec · f7 černý pěšec · g7 černý pěšec · h7 černý pěšec · b6 černý jezdec · d6 bílý pěšec · c4 bílý pěšec · d4 bílý pěšec · a2 bílý pěšec · b2 bílý pěšec · f2 bílý pěšec · g2 bílý pěšec · h2 bílý pěšec · a1 bílý věž · b1 bílý jezdec · c1 bílý střelec · d1 bílý dáma · e1 bílý král · f1 bílý střelec · g1 bílý jezdec · h1 bílý věž | a8 černý věž · b8 černý jezdec · c8 černý střelec · d8 černý dáma · e8 černý král · f8 černý střelec · h8 černý věž · a7 černý pěšec · b7 černý pěšec · c7 černý pěšec · e7 černý pěšec · f7 černý pěšec · g7 černý pěšec · h7 černý pěšec · b6 černý jezdec · d6 bílý pěšec · c4 bílý pěšec · d4 bílý pěšec · a2 bílý pěšec · b2 bílý pěšec · f2 bílý pěšec · g2 bílý pěšec · h2 bílý pěšec · a1 bílý věž · b1 bílý jezdec · c1 bílý střelec · d1 bílý dáma · e1 bílý král · f1 bílý střelec · g1 bílý jezdec · h1 bílý věž | a8 černý věž · b8 černý jezdec · c8 černý střelec · d8 černý dáma · e8 černý král · f8 černý střelec · h8 černý věž · a7 černý pěšec · b7 černý pěšec · c7 černý pěšec · e7 černý pěšec · f7 černý pěšec · g7 černý pěšec · h7 černý pěšec · b6 černý jezdec · d6 bílý pěšec · c4 bílý pěšec · d4 bílý pěšec · a2 bílý pěšec · b2 bílý pěšec · f2 bílý pěšec · g2 bílý pěšec · h2 bílý pěšec · a1 bílý věž · b1 bílý jezdec · c1 bílý střelec · d1 bílý dáma · e1 bílý král · f1 bílý střelec · g1 bílý jezdec · h1 bílý věž | a8 černý věž · b8 černý jezdec · c8 černý střelec · d8 černý dáma · e8 černý král · f8 černý střelec · h8 černý věž · a7 černý pěšec · b7 černý pěšec · c7 černý pěšec · e7 černý pěšec · f7 černý pěšec · g7 černý pěšec · h7 černý pěšec · b6 černý jezdec · d6 bílý pěšec · c4 bílý pěšec · d4 bílý pěšec · a2 bílý pěšec · b2 bílý pěšec · f2 bílý pěšec · g2 bílý pěšec · h2 bílý pěšec · a1 bílý věž · b1 bílý jezdec · c1 bílý střelec · d1 bílý dáma · e1 bílý král · f1 bílý střelec · g1 bílý jezdec · h1 bílý věž | a8 černý věž · b8 černý jezdec · c8 černý střelec · d8 černý dáma · e8 černý král · f8 černý střelec · h8 černý věž · a7 černý pěšec · b7 černý pěšec · c7 černý pěšec · e7 černý pěšec · f7 černý pěšec · g7 černý pěšec · h7 černý pěšec · b6 černý jezdec · d6 bílý pěšec · c4 bílý pěšec · d4 bílý pěšec · a2 bílý pěšec · b2 bílý pěšec · f2 bílý pěšec · g2 bílý pěšec · h2 bílý pěšec · a1 bílý věž · b1 bílý jezdec · c1 bílý střelec · d1 bílý dáma · e1 bílý král · f1 bílý střelec · g1 bílý jezdec · h1 bílý věž | a8 černý věž · b8 černý jezdec · c8 černý střelec · d8 černý dáma · e8 černý král · f8 černý střelec · h8 černý věž · a7 černý pěšec · b7 černý pěšec · c7 černý pěšec · e7 černý pěšec · f7 černý pěšec · g7 černý pěšec · h7 černý pěšec · b6 černý jezdec · d6 bílý pěšec · c4 bílý pěšec · d4 bílý pěšec · a2 bílý pěšec · b2 bílý pěšec · f2 bílý pěšec · g2 bílý pěšec · h2 bílý pěšec · a1 bílý věž · b1 bílý jezdec · c1 bílý střelec · d1 bílý dáma · e1 bílý král · f1 bílý střelec · g1 bílý jezdec · h1 bílý věž | a8 černý věž · b8 černý jezdec · c8 černý střelec · d8 černý dáma · e8 černý král · f8 černý střelec · h8 černý věž · a7 černý pěšec · b7 černý pěšec · c7 černý pěšec · e7 černý pěšec · f7 černý pěšec · g7 černý pěšec · h7 černý pěšec · b6 černý jezdec · d6 bílý pěšec · c4 bílý pěšec · d4 bílý pěšec · a2 bílý pěšec · b2 bílý pěšec · f2 bílý pěšec · g2 bílý pěšec · h2 bílý pěšec · a1 bílý věž · b1 bílý jezdec · c1 bílý střelec · d1 bílý dáma · e1 bílý král · f1 bílý střelec · g1 bílý jezdec · h1 bílý věž | a8 černý věž · b8 černý jezdec · c8 černý střelec · d8 černý dáma · e8 černý král · f8 černý střelec · h8 černý věž · a7 černý pěšec · b7 černý pěšec · c7 černý pěšec · e7 černý pěšec · f7 černý pěšec · g7 černý pěšec · h7 černý pěšec · b6 černý jezdec · d6 bílý pěšec · c4 bílý pěšec · d4 bílý pěšec · a2 bílý pěšec · b2 bílý pěšec · f2 bílý pěšec · g2 bílý pěšec · h2 bílý pěšec · a1 bílý věž · b1 bílý jezdec · c1 bílý střelec · d1 bílý dáma · e1 bílý král · f1 bílý střelec · g1 bílý jezdec · h1 bílý věž | 8 |
| 7 | a8 černý věž · b8 černý jezdec · c8 černý střelec · d8 černý dáma · e8 černý král · f8 černý střelec · h8 černý věž · a7 černý pěšec · b7 černý pěšec · c7 černý pěšec · e7 černý pěšec · f7 černý pěšec · g7 černý pěšec · h7 černý pěšec · b6 černý jezdec · d6 bílý pěšec · c4 bílý pěšec · d4 bílý pěšec · a2 bílý pěšec · b2 bílý pěšec · f2 bílý pěšec · g2 bílý pěšec · h2 bílý pěšec · a1 bílý věž · b1 bílý jezdec · c1 bílý střelec · d1 bílý dáma · e1 bílý král · f1 bílý střelec · g1 bílý jezdec · h1 bílý věž | a8 černý věž · b8 černý jezdec · c8 černý střelec · d8 černý dáma · e8 černý král · f8 černý střelec · h8 černý věž · a7 černý pěšec · b7 černý pěšec · c7 černý pěšec · e7 černý pěšec · f7 černý pěšec · g7 černý pěšec · h7 černý pěšec · b6 černý jezdec · d6 bílý pěšec · c4 bílý pěšec · d4 bílý pěšec · a2 bílý pěšec · b2 bílý pěšec · f2 bílý pěšec · g2 bílý pěšec · h2 bílý pěšec · a1 bílý věž · b1 bílý jezdec · c1 bílý střelec · d1 bílý dáma · e1 bílý král · f1 bílý střelec · g1 bílý jezdec · h1 bílý věž | a8 černý věž · b8 černý jezdec · c8 černý střelec · d8 černý dáma · e8 černý král · f8 černý střelec · h8 černý věž · a7 černý pěšec · b7 černý pěšec · c7 černý pěšec · e7 černý pěšec · f7 černý pěšec · g7 černý pěšec · h7 černý pěšec · b6 černý jezdec · d6 bílý pěšec · c4 bílý pěšec · d4 bílý pěšec · a2 bílý pěšec · b2 bílý pěšec · f2 bílý pěšec · g2 bílý pěšec · h2 bílý pěšec · a1 bílý věž · b1 bílý jezdec · c1 bílý střelec · d1 bílý dáma · e1 bílý král · f1 bílý střelec · g1 bílý jezdec · h1 bílý věž | a8 černý věž · b8 černý jezdec · c8 černý střelec · d8 černý dáma · e8 černý král · f8 černý střelec · h8 černý věž · a7 černý pěšec · b7 černý pěšec · c7 černý pěšec · e7 černý pěšec · f7 černý pěšec · g7 černý pěšec · h7 černý pěšec · b6 černý jezdec · d6 bílý pěšec · c4 bílý pěšec · d4 bílý pěšec · a2 bílý pěšec · b2 bílý pěšec · f2 bílý pěšec · g2 bílý pěšec · h2 bílý pěšec · a1 bílý věž · b1 bílý jezdec · c1 bílý střelec · d1 bílý dáma · e1 bílý král · f1 bílý střelec · g1 bílý jezdec · h1 bílý věž | a8 černý věž · b8 černý jezdec · c8 černý střelec · d8 černý dáma · e8 černý král · f8 černý střelec · h8 černý věž · a7 černý pěšec · b7 černý pěšec · c7 černý pěšec · e7 černý pěšec · f7 černý pěšec · g7 černý pěšec · h7 černý pěšec · b6 černý jezdec · d6 bílý pěšec · c4 bílý pěšec · d4 bílý pěšec · a2 bílý pěšec · b2 bílý pěšec · f2 bílý pěšec · g2 bílý pěšec · h2 bílý pěšec · a1 bílý věž · b1 bílý jezdec · c1 bílý střelec · d1 bílý dáma · e1 bílý král · f1 bílý střelec · g1 bílý jezdec · h1 bílý věž | a8 černý věž · b8 černý jezdec · c8 černý střelec · d8 černý dáma · e8 černý král · f8 černý střelec · h8 černý věž · a7 černý pěšec · b7 černý pěšec · c7 černý pěšec · e7 černý pěšec · f7 černý pěšec · g7 černý pěšec · h7 černý pěšec · b6 černý jezdec · d6 bílý pěšec · c4 bílý pěšec · d4 bílý pěšec · a2 bílý pěšec · b2 bílý pěšec · f2 bílý pěšec · g2 bílý pěšec · h2 bílý pěšec · a1 bílý věž · b1 bílý jezdec · c1 bílý střelec · d1 bílý dáma · e1 bílý král · f1 bílý střelec · g1 bílý jezdec · h1 bílý věž | a8 černý věž · b8 černý jezdec · c8 černý střelec · d8 černý dáma · e8 černý král · f8 černý střelec · h8 černý věž · a7 černý pěšec · b7 černý pěšec · c7 černý pěšec · e7 černý pěšec · f7 černý pěšec · g7 černý pěšec · h7 černý pěšec · b6 černý jezdec · d6 bílý pěšec · c4 bílý pěšec · d4 bílý pěšec · a2 bílý pěšec · b2 bílý pěšec · f2 bílý pěšec · g2 bílý pěšec · h2 bílý pěšec · a1 bílý věž · b1 bílý jezdec · c1 bílý střelec · d1 bílý dáma · e1 bílý král · f1 bílý střelec · g1 bílý jezdec · h1 bílý věž | a8 černý věž · b8 černý jezdec · c8 černý střelec · d8 černý dáma · e8 černý král · f8 černý střelec · h8 černý věž · a7 černý pěšec · b7 černý pěšec · c7 černý pěšec · e7 černý pěšec · f7 černý pěšec · g7 černý pěšec · h7 černý pěšec · b6 černý jezdec · d6 bílý pěšec · c4 bílý pěšec · d4 bílý pěšec · a2 bílý pěšec · b2 bílý pěšec · f2 bílý pěšec · g2 bílý pěšec · h2 bílý pěšec · a1 bílý věž · b1 bílý jezdec · c1 bílý střelec · d1 bílý dáma · e1 bílý král · f1 bílý střelec · g1 bílý jezdec · h1 bílý věž | 7 |
| 6 | a8 černý věž · b8 černý jezdec · c8 černý střelec · d8 černý dáma · e8 černý král · f8 černý střelec · h8 černý věž · a7 černý pěšec · b7 černý pěšec · c7 černý pěšec · e7 černý pěšec · f7 černý pěšec · g7 černý pěšec · h7 černý pěšec · b6 černý jezdec · d6 bílý pěšec · c4 bílý pěšec · d4 bílý pěšec · a2 bílý pěšec · b2 bílý pěšec · f2 bílý pěšec · g2 bílý pěšec · h2 bílý pěšec · a1 bílý věž · b1 bílý jezdec · c1 bílý střelec · d1 bílý dáma · e1 bílý král · f1 bílý střelec · g1 bílý jezdec · h1 bílý věž | a8 černý věž · b8 černý jezdec · c8 černý střelec · d8 černý dáma · e8 černý král · f8 černý střelec · h8 černý věž · a7 černý pěšec · b7 černý pěšec · c7 černý pěšec · e7 černý pěšec · f7 černý pěšec · g7 černý pěšec · h7 černý pěšec · b6 černý jezdec · d6 bílý pěšec · c4 bílý pěšec · d4 bílý pěšec · a2 bílý pěšec · b2 bílý pěšec · f2 bílý pěšec · g2 bílý pěšec · h2 bílý pěšec · a1 bílý věž · b1 bílý jezdec · c1 bílý střelec · d1 bílý dáma · e1 bílý král · f1 bílý střelec · g1 bílý jezdec · h1 bílý věž | a8 černý věž · b8 černý jezdec · c8 černý střelec · d8 černý dáma · e8 černý král · f8 černý střelec · h8 černý věž · a7 černý pěšec · b7 černý pěšec · c7 černý pěšec · e7 černý pěšec · f7 černý pěšec · g7 černý pěšec · h7 černý pěšec · b6 černý jezdec · d6 bílý pěšec · c4 bílý pěšec · d4 bílý pěšec · a2 bílý pěšec · b2 bílý pěšec · f2 bílý pěšec · g2 bílý pěšec · h2 bílý pěšec · a1 bílý věž · b1 bílý jezdec · c1 bílý střelec · d1 bílý dáma · e1 bílý král · f1 bílý střelec · g1 bílý jezdec · h1 bílý věž | a8 černý věž · b8 černý jezdec · c8 černý střelec · d8 černý dáma · e8 černý král · f8 černý střelec · h8 černý věž · a7 černý pěšec · b7 černý pěšec · c7 černý pěšec · e7 černý pěšec · f7 černý pěšec · g7 černý pěšec · h7 černý pěšec · b6 černý jezdec · d6 bílý pěšec · c4 bílý pěšec · d4 bílý pěšec · a2 bílý pěšec · b2 bílý pěšec · f2 bílý pěšec · g2 bílý pěšec · h2 bílý pěšec · a1 bílý věž · b1 bílý jezdec · c1 bílý střelec · d1 bílý dáma · e1 bílý král · f1 bílý střelec · g1 bílý jezdec · h1 bílý věž | a8 černý věž · b8 černý jezdec · c8 černý střelec · d8 černý dáma · e8 černý král · f8 černý střelec · h8 černý věž · a7 černý pěšec · b7 černý pěšec · c7 černý pěšec · e7 černý pěšec · f7 černý pěšec · g7 černý pěšec · h7 černý pěšec · b6 černý jezdec · d6 bílý pěšec · c4 bílý pěšec · d4 bílý pěšec · a2 bílý pěšec · b2 bílý pěšec · f2 bílý pěšec · g2 bílý pěšec · h2 bílý pěšec · a1 bílý věž · b1 bílý jezdec · c1 bílý střelec · d1 bílý dáma · e1 bílý král · f1 bílý střelec · g1 bílý jezdec · h1 bílý věž | a8 černý věž · b8 černý jezdec · c8 černý střelec · d8 černý dáma · e8 černý král · f8 černý střelec · h8 černý věž · a7 černý pěšec · b7 černý pěšec · c7 černý pěšec · e7 černý pěšec · f7 černý pěšec · g7 černý pěšec · h7 černý pěšec · b6 černý jezdec · d6 bílý pěšec · c4 bílý pěšec · d4 bílý pěšec · a2 bílý pěšec · b2 bílý pěšec · f2 bílý pěšec · g2 bílý pěšec · h2 bílý pěšec · a1 bílý věž · b1 bílý jezdec · c1 bílý střelec · d1 bílý dáma · e1 bílý král · f1 bílý střelec · g1 bílý jezdec · h1 bílý věž | a8 černý věž · b8 černý jezdec · c8 černý střelec · d8 černý dáma · e8 černý král · f8 černý střelec · h8 černý věž · a7 černý pěšec · b7 černý pěšec · c7 černý pěšec · e7 černý pěšec · f7 černý pěšec · g7 černý pěšec · h7 černý pěšec · b6 černý jezdec · d6 bílý pěšec · c4 bílý pěšec · d4 bílý pěšec · a2 bílý pěšec · b2 bílý pěšec · f2 bílý pěšec · g2 bílý pěšec · h2 bílý pěšec · a1 bílý věž · b1 bílý jezdec · c1 bílý střelec · d1 bílý dáma · e1 bílý král · f1 bílý střelec · g1 bílý jezdec · h1 bílý věž | a8 černý věž · b8 černý jezdec · c8 černý střelec · d8 černý dáma · e8 černý král · f8 černý střelec · h8 černý věž · a7 černý pěšec · b7 černý pěšec · c7 černý pěšec · e7 černý pěšec · f7 černý pěšec · g7 černý pěšec · h7 černý pěšec · b6 černý jezdec · d6 bílý pěšec · c4 bílý pěšec · d4 bílý pěšec · a2 bílý pěšec · b2 bílý pěšec · f2 bílý pěšec · g2 bílý pěšec · h2 bílý pěšec · a1 bílý věž · b1 bílý jezdec · c1 bílý střelec · d1 bílý dáma · e1 bílý král · f1 bílý střelec · g1 bílý jezdec · h1 bílý věž | 6 |
| 5 | a8 černý věž · b8 černý jezdec · c8 černý střelec · d8 černý dáma · e8 černý král · f8 černý střelec · h8 černý věž · a7 černý pěšec · b7 černý pěšec · c7 černý pěšec · e7 černý pěšec · f7 černý pěšec · g7 černý pěšec · h7 černý pěšec · b6 černý jezdec · d6 bílý pěšec · c4 bílý pěšec · d4 bílý pěšec · a2 bílý pěšec · b2 bílý pěšec · f2 bílý pěšec · g2 bílý pěšec · h2 bílý pěšec · a1 bílý věž · b1 bílý jezdec · c1 bílý střelec · d1 bílý dáma · e1 bílý král · f1 bílý střelec · g1 bílý jezdec · h1 bílý věž | a8 černý věž · b8 černý jezdec · c8 černý střelec · d8 černý dáma · e8 černý král · f8 černý střelec · h8 černý věž · a7 černý pěšec · b7 černý pěšec · c7 černý pěšec · e7 černý pěšec · f7 černý pěšec · g7 černý pěšec · h7 černý pěšec · b6 černý jezdec · d6 bílý pěšec · c4 bílý pěšec · d4 bílý pěšec · a2 bílý pěšec · b2 bílý pěšec · f2 bílý pěšec · g2 bílý pěšec · h2 bílý pěšec · a1 bílý věž · b1 bílý jezdec · c1 bílý střelec · d1 bílý dáma · e1 bílý král · f1 bílý střelec · g1 bílý jezdec · h1 bílý věž | a8 černý věž · b8 černý jezdec · c8 černý střelec · d8 černý dáma · e8 černý král · f8 černý střelec · h8 černý věž · a7 černý pěšec · b7 černý pěšec · c7 černý pěšec · e7 černý pěšec · f7 černý pěšec · g7 černý pěšec · h7 černý pěšec · b6 černý jezdec · d6 bílý pěšec · c4 bílý pěšec · d4 bílý pěšec · a2 bílý pěšec · b2 bílý pěšec · f2 bílý pěšec · g2 bílý pěšec · h2 bílý pěšec · a1 bílý věž · b1 bílý jezdec · c1 bílý střelec · d1 bílý dáma · e1 bílý král · f1 bílý střelec · g1 bílý jezdec · h1 bílý věž | a8 černý věž · b8 černý jezdec · c8 černý střelec · d8 černý dáma · e8 černý král · f8 černý střelec · h8 černý věž · a7 černý pěšec · b7 černý pěšec · c7 černý pěšec · e7 černý pěšec · f7 černý pěšec · g7 černý pěšec · h7 černý pěšec · b6 černý jezdec · d6 bílý pěšec · c4 bílý pěšec · d4 bílý pěšec · a2 bílý pěšec · b2 bílý pěšec · f2 bílý pěšec · g2 bílý pěšec · h2 bílý pěšec · a1 bílý věž · b1 bílý jezdec · c1 bílý střelec · d1 bílý dáma · e1 bílý král · f1 bílý střelec · g1 bílý jezdec · h1 bílý věž | a8 černý věž · b8 černý jezdec · c8 černý střelec · d8 černý dáma · e8 černý král · f8 černý střelec · h8 černý věž · a7 černý pěšec · b7 černý pěšec · c7 černý pěšec · e7 černý pěšec · f7 černý pěšec · g7 černý pěšec · h7 černý pěšec · b6 černý jezdec · d6 bílý pěšec · c4 bílý pěšec · d4 bílý pěšec · a2 bílý pěšec · b2 bílý pěšec · f2 bílý pěšec · g2 bílý pěšec · h2 bílý pěšec · a1 bílý věž · b1 bílý jezdec · c1 bílý střelec · d1 bílý dáma · e1 bílý král · f1 bílý střelec · g1 bílý jezdec · h1 bílý věž | a8 černý věž · b8 černý jezdec · c8 černý střelec · d8 černý dáma · e8 černý král · f8 černý střelec · h8 černý věž · a7 černý pěšec · b7 černý pěšec · c7 černý pěšec · e7 černý pěšec · f7 černý pěšec · g7 černý pěšec · h7 černý pěšec · b6 černý jezdec · d6 bílý pěšec · c4 bílý pěšec · d4 bílý pěšec · a2 bílý pěšec · b2 bílý pěšec · f2 bílý pěšec · g2 bílý pěšec · h2 bílý pěšec · a1 bílý věž · b1 bílý jezdec · c1 bílý střelec · d1 bílý dáma · e1 bílý král · f1 bílý střelec · g1 bílý jezdec · h1 bílý věž | a8 černý věž · b8 černý jezdec · c8 černý střelec · d8 černý dáma · e8 černý král · f8 černý střelec · h8 černý věž · a7 černý pěšec · b7 černý pěšec · c7 černý pěšec · e7 černý pěšec · f7 černý pěšec · g7 černý pěšec · h7 černý pěšec · b6 černý jezdec · d6 bílý pěšec · c4 bílý pěšec · d4 bílý pěšec · a2 bílý pěšec · b2 bílý pěšec · f2 bílý pěšec · g2 bílý pěšec · h2 bílý pěšec · a1 bílý věž · b1 bílý jezdec · c1 bílý střelec · d1 bílý dáma · e1 bílý král · f1 bílý střelec · g1 bílý jezdec · h1 bílý věž | a8 černý věž · b8 černý jezdec · c8 černý střelec · d8 černý dáma · e8 černý král · f8 černý střelec · h8 černý věž · a7 černý pěšec · b7 černý pěšec · c7 černý pěšec · e7 černý pěšec · f7 černý pěšec · g7 černý pěšec · h7 černý pěšec · b6 černý jezdec · d6 bílý pěšec · c4 bílý pěšec · d4 bílý pěšec · a2 bílý pěšec · b2 bílý pěšec · f2 bílý pěšec · g2 bílý pěšec · h2 bílý pěšec · a1 bílý věž · b1 bílý jezdec · c1 bílý střelec · d1 bílý dáma · e1 bílý král · f1 bílý střelec · g1 bílý jezdec · h1 bílý věž | 5 |
| 4 | a8 černý věž · b8 černý jezdec · c8 černý střelec · d8 černý dáma · e8 černý král · f8 černý střelec · h8 černý věž · a7 černý pěšec · b7 černý pěšec · c7 černý pěšec · e7 černý pěšec · f7 černý pěšec · g7 černý pěšec · h7 černý pěšec · b6 černý jezdec · d6 bílý pěšec · c4 bílý pěšec · d4 bílý pěšec · a2 bílý pěšec · b2 bílý pěšec · f2 bílý pěšec · g2 bílý pěšec · h2 bílý pěšec · a1 bílý věž · b1 bílý jezdec · c1 bílý střelec · d1 bílý dáma · e1 bílý král · f1 bílý střelec · g1 bílý jezdec · h1 bílý věž | a8 černý věž · b8 černý jezdec · c8 černý střelec · d8 černý dáma · e8 černý král · f8 černý střelec · h8 černý věž · a7 černý pěšec · b7 černý pěšec · c7 černý pěšec · e7 černý pěšec · f7 černý pěšec · g7 černý pěšec · h7 černý pěšec · b6 černý jezdec · d6 bílý pěšec · c4 bílý pěšec · d4 bílý pěšec · a2 bílý pěšec · b2 bílý pěšec · f2 bílý pěšec · g2 bílý pěšec · h2 bílý pěšec · a1 bílý věž · b1 bílý jezdec · c1 bílý střelec · d1 bílý dáma · e1 bílý král · f1 bílý střelec · g1 bílý jezdec · h1 bílý věž | a8 černý věž · b8 černý jezdec · c8 černý střelec · d8 černý dáma · e8 černý král · f8 černý střelec · h8 černý věž · a7 černý pěšec · b7 černý pěšec · c7 černý pěšec · e7 černý pěšec · f7 černý pěšec · g7 černý pěšec · h7 černý pěšec · b6 černý jezdec · d6 bílý pěšec · c4 bílý pěšec · d4 bílý pěšec · a2 bílý pěšec · b2 bílý pěšec · f2 bílý pěšec · g2 bílý pěšec · h2 bílý pěšec · a1 bílý věž · b1 bílý jezdec · c1 bílý střelec · d1 bílý dáma · e1 bílý král · f1 bílý střelec · g1 bílý jezdec · h1 bílý věž | a8 černý věž · b8 černý jezdec · c8 černý střelec · d8 černý dáma · e8 černý král · f8 černý střelec · h8 černý věž · a7 černý pěšec · b7 černý pěšec · c7 černý pěšec · e7 černý pěšec · f7 černý pěšec · g7 černý pěšec · h7 černý pěšec · b6 černý jezdec · d6 bílý pěšec · c4 bílý pěšec · d4 bílý pěšec · a2 bílý pěšec · b2 bílý pěšec · f2 bílý pěšec · g2 bílý pěšec · h2 bílý pěšec · a1 bílý věž · b1 bílý jezdec · c1 bílý střelec · d1 bílý dáma · e1 bílý král · f1 bílý střelec · g1 bílý jezdec · h1 bílý věž | a8 černý věž · b8 černý jezdec · c8 černý střelec · d8 černý dáma · e8 černý král · f8 černý střelec · h8 černý věž · a7 černý pěšec · b7 černý pěšec · c7 černý pěšec · e7 černý pěšec · f7 černý pěšec · g7 černý pěšec · h7 černý pěšec · b6 černý jezdec · d6 bílý pěšec · c4 bílý pěšec · d4 bílý pěšec · a2 bílý pěšec · b2 bílý pěšec · f2 bílý pěšec · g2 bílý pěšec · h2 bílý pěšec · a1 bílý věž · b1 bílý jezdec · c1 bílý střelec · d1 bílý dáma · e1 bílý král · f1 bílý střelec · g1 bílý jezdec · h1 bílý věž | a8 černý věž · b8 černý jezdec · c8 černý střelec · d8 černý dáma · e8 černý král · f8 černý střelec · h8 černý věž · a7 černý pěšec · b7 černý pěšec · c7 černý pěšec · e7 černý pěšec · f7 černý pěšec · g7 černý pěšec · h7 černý pěšec · b6 černý jezdec · d6 bílý pěšec · c4 bílý pěšec · d4 bílý pěšec · a2 bílý pěšec · b2 bílý pěšec · f2 bílý pěšec · g2 bílý pěšec · h2 bílý pěšec · a1 bílý věž · b1 bílý jezdec · c1 bílý střelec · d1 bílý dáma · e1 bílý král · f1 bílý střelec · g1 bílý jezdec · h1 bílý věž | a8 černý věž · b8 černý jezdec · c8 černý střelec · d8 černý dáma · e8 černý král · f8 černý střelec · h8 černý věž · a7 černý pěšec · b7 černý pěšec · c7 černý pěšec · e7 černý pěšec · f7 černý pěšec · g7 černý pěšec · h7 černý pěšec · b6 černý jezdec · d6 bílý pěšec · c4 bílý pěšec · d4 bílý pěšec · a2 bílý pěšec · b2 bílý pěšec · f2 bílý pěšec · g2 bílý pěšec · h2 bílý pěšec · a1 bílý věž · b1 bílý jezdec · c1 bílý střelec · d1 bílý dáma · e1 bílý král · f1 bílý střelec · g1 bílý jezdec · h1 bílý věž | a8 černý věž · b8 černý jezdec · c8 černý střelec · d8 černý dáma · e8 černý král · f8 černý střelec · h8 černý věž · a7 černý pěšec · b7 černý pěšec · c7 černý pěšec · e7 černý pěšec · f7 černý pěšec · g7 černý pěšec · h7 černý pěšec · b6 černý jezdec · d6 bílý pěšec · c4 bílý pěšec · d4 bílý pěšec · a2 bílý pěšec · b2 bílý pěšec · f2 bílý pěšec · g2 bílý pěšec · h2 bílý pěšec · a1 bílý věž · b1 bílý jezdec · c1 bílý střelec · d1 bílý dáma · e1 bílý král · f1 bílý střelec · g1 bílý jezdec · h1 bílý věž | 4 |
| 3 | a8 černý věž · b8 černý jezdec · c8 černý střelec · d8 černý dáma · e8 černý král · f8 černý střelec · h8 černý věž · a7 černý pěšec · b7 černý pěšec · c7 černý pěšec · e7 černý pěšec · f7 černý pěšec · g7 černý pěšec · h7 černý pěšec · b6 černý jezdec · d6 bílý pěšec · c4 bílý pěšec · d4 bílý pěšec · a2 bílý pěšec · b2 bílý pěšec · f2 bílý pěšec · g2 bílý pěšec · h2 bílý pěšec · a1 bílý věž · b1 bílý jezdec · c1 bílý střelec · d1 bílý dáma · e1 bílý král · f1 bílý střelec · g1 bílý jezdec · h1 bílý věž | a8 černý věž · b8 černý jezdec · c8 černý střelec · d8 černý dáma · e8 černý král · f8 černý střelec · h8 černý věž · a7 černý pěšec · b7 černý pěšec · c7 černý pěšec · e7 černý pěšec · f7 černý pěšec · g7 černý pěšec · h7 černý pěšec · b6 černý jezdec · d6 bílý pěšec · c4 bílý pěšec · d4 bílý pěšec · a2 bílý pěšec · b2 bílý pěšec · f2 bílý pěšec · g2 bílý pěšec · h2 bílý pěšec · a1 bílý věž · b1 bílý jezdec · c1 bílý střelec · d1 bílý dáma · e1 bílý král · f1 bílý střelec · g1 bílý jezdec · h1 bílý věž | a8 černý věž · b8 černý jezdec · c8 černý střelec · d8 černý dáma · e8 černý král · f8 černý střelec · h8 černý věž · a7 černý pěšec · b7 černý pěšec · c7 černý pěšec · e7 černý pěšec · f7 černý pěšec · g7 černý pěšec · h7 černý pěšec · b6 černý jezdec · d6 bílý pěšec · c4 bílý pěšec · d4 bílý pěšec · a2 bílý pěšec · b2 bílý pěšec · f2 bílý pěšec · g2 bílý pěšec · h2 bílý pěšec · a1 bílý věž · b1 bílý jezdec · c1 bílý střelec · d1 bílý dáma · e1 bílý král · f1 bílý střelec · g1 bílý jezdec · h1 bílý věž | a8 černý věž · b8 černý jezdec · c8 černý střelec · d8 černý dáma · e8 černý král · f8 černý střelec · h8 černý věž · a7 černý pěšec · b7 černý pěšec · c7 černý pěšec · e7 černý pěšec · f7 černý pěšec · g7 černý pěšec · h7 černý pěšec · b6 černý jezdec · d6 bílý pěšec · c4 bílý pěšec · d4 bílý pěšec · a2 bílý pěšec · b2 bílý pěšec · f2 bílý pěšec · g2 bílý pěšec · h2 bílý pěšec · a1 bílý věž · b1 bílý jezdec · c1 bílý střelec · d1 bílý dáma · e1 bílý král · f1 bílý střelec · g1 bílý jezdec · h1 bílý věž | a8 černý věž · b8 černý jezdec · c8 černý střelec · d8 černý dáma · e8 černý král · f8 černý střelec · h8 černý věž · a7 černý pěšec · b7 černý pěšec · c7 černý pěšec · e7 černý pěšec · f7 černý pěšec · g7 černý pěšec · h7 černý pěšec · b6 černý jezdec · d6 bílý pěšec · c4 bílý pěšec · d4 bílý pěšec · a2 bílý pěšec · b2 bílý pěšec · f2 bílý pěšec · g2 bílý pěšec · h2 bílý pěšec · a1 bílý věž · b1 bílý jezdec · c1 bílý střelec · d1 bílý dáma · e1 bílý král · f1 bílý střelec · g1 bílý jezdec · h1 bílý věž | a8 černý věž · b8 černý jezdec · c8 černý střelec · d8 černý dáma · e8 černý král · f8 černý střelec · h8 černý věž · a7 černý pěšec · b7 černý pěšec · c7 černý pěšec · e7 černý pěšec · f7 černý pěšec · g7 černý pěšec · h7 černý pěšec · b6 černý jezdec · d6 bílý pěšec · c4 bílý pěšec · d4 bílý pěšec · a2 bílý pěšec · b2 bílý pěšec · f2 bílý pěšec · g2 bílý pěšec · h2 bílý pěšec · a1 bílý věž · b1 bílý jezdec · c1 bílý střelec · d1 bílý dáma · e1 bílý král · f1 bílý střelec · g1 bílý jezdec · h1 bílý věž | a8 černý věž · b8 černý jezdec · c8 černý střelec · d8 černý dáma · e8 černý král · f8 černý střelec · h8 černý věž · a7 černý pěšec · b7 černý pěšec · c7 černý pěšec · e7 černý pěšec · f7 černý pěšec · g7 černý pěšec · h7 černý pěšec · b6 černý jezdec · d6 bílý pěšec · c4 bílý pěšec · d4 bílý pěšec · a2 bílý pěšec · b2 bílý pěšec · f2 bílý pěšec · g2 bílý pěšec · h2 bílý pěšec · a1 bílý věž · b1 bílý jezdec · c1 bílý střelec · d1 bílý dáma · e1 bílý král · f1 bílý střelec · g1 bílý jezdec · h1 bílý věž | a8 černý věž · b8 černý jezdec · c8 černý střelec · d8 černý dáma · e8 černý král · f8 černý střelec · h8 černý věž · a7 černý pěšec · b7 černý pěšec · c7 černý pěšec · e7 černý pěšec · f7 černý pěšec · g7 černý pěšec · h7 černý pěšec · b6 černý jezdec · d6 bílý pěšec · c4 bílý pěšec · d4 bílý pěšec · a2 bílý pěšec · b2 bílý pěšec · f2 bílý pěšec · g2 bílý pěšec · h2 bílý pěšec · a1 bílý věž · b1 bílý jezdec · c1 bílý střelec · d1 bílý dáma · e1 bílý král · f1 bílý střelec · g1 bílý jezdec · h1 bílý věž | 3 |
| 2 | a8 černý věž · b8 černý jezdec · c8 černý střelec · d8 černý dáma · e8 černý král · f8 černý střelec · h8 černý věž · a7 černý pěšec · b7 černý pěšec · c7 černý pěšec · e7 černý pěšec · f7 černý pěšec · g7 černý pěšec · h7 černý pěšec · b6 černý jezdec · d6 bílý pěšec · c4 bílý pěšec · d4 bílý pěšec · a2 bílý pěšec · b2 bílý pěšec · f2 bílý pěšec · g2 bílý pěšec · h2 bílý pěšec · a1 bílý věž · b1 bílý jezdec · c1 bílý střelec · d1 bílý dáma · e1 bílý král · f1 bílý střelec · g1 bílý jezdec · h1 bílý věž | a8 černý věž · b8 černý jezdec · c8 černý střelec · d8 černý dáma · e8 černý král · f8 černý střelec · h8 černý věž · a7 černý pěšec · b7 černý pěšec · c7 černý pěšec · e7 černý pěšec · f7 černý pěšec · g7 černý pěšec · h7 černý pěšec · b6 černý jezdec · d6 bílý pěšec · c4 bílý pěšec · d4 bílý pěšec · a2 bílý pěšec · b2 bílý pěšec · f2 bílý pěšec · g2 bílý pěšec · h2 bílý pěšec · a1 bílý věž · b1 bílý jezdec · c1 bílý střelec · d1 bílý dáma · e1 bílý král · f1 bílý střelec · g1 bílý jezdec · h1 bílý věž | a8 černý věž · b8 černý jezdec · c8 černý střelec · d8 černý dáma · e8 černý král · f8 černý střelec · h8 černý věž · a7 černý pěšec · b7 černý pěšec · c7 černý pěšec · e7 černý pěšec · f7 černý pěšec · g7 černý pěšec · h7 černý pěšec · b6 černý jezdec · d6 bílý pěšec · c4 bílý pěšec · d4 bílý pěšec · a2 bílý pěšec · b2 bílý pěšec · f2 bílý pěšec · g2 bílý pěšec · h2 bílý pěšec · a1 bílý věž · b1 bílý jezdec · c1 bílý střelec · d1 bílý dáma · e1 bílý král · f1 bílý střelec · g1 bílý jezdec · h1 bílý věž | a8 černý věž · b8 černý jezdec · c8 černý střelec · d8 černý dáma · e8 černý král · f8 černý střelec · h8 černý věž · a7 černý pěšec · b7 černý pěšec · c7 černý pěšec · e7 černý pěšec · f7 černý pěšec · g7 černý pěšec · h7 černý pěšec · b6 černý jezdec · d6 bílý pěšec · c4 bílý pěšec · d4 bílý pěšec · a2 bílý pěšec · b2 bílý pěšec · f2 bílý pěšec · g2 bílý pěšec · h2 bílý pěšec · a1 bílý věž · b1 bílý jezdec · c1 bílý střelec · d1 bílý dáma · e1 bílý král · f1 bílý střelec · g1 bílý jezdec · h1 bílý věž | a8 černý věž · b8 černý jezdec · c8 černý střelec · d8 černý dáma · e8 černý král · f8 černý střelec · h8 černý věž · a7 černý pěšec · b7 černý pěšec · c7 černý pěšec · e7 černý pěšec · f7 černý pěšec · g7 černý pěšec · h7 černý pěšec · b6 černý jezdec · d6 bílý pěšec · c4 bílý pěšec · d4 bílý pěšec · a2 bílý pěšec · b2 bílý pěšec · f2 bílý pěšec · g2 bílý pěšec · h2 bílý pěšec · a1 bílý věž · b1 bílý jezdec · c1 bílý střelec · d1 bílý dáma · e1 bílý král · f1 bílý střelec · g1 bílý jezdec · h1 bílý věž | a8 černý věž · b8 černý jezdec · c8 černý střelec · d8 černý dáma · e8 černý král · f8 černý střelec · h8 černý věž · a7 černý pěšec · b7 černý pěšec · c7 černý pěšec · e7 černý pěšec · f7 černý pěšec · g7 černý pěšec · h7 černý pěšec · b6 černý jezdec · d6 bílý pěšec · c4 bílý pěšec · d4 bílý pěšec · a2 bílý pěšec · b2 bílý pěšec · f2 bílý pěšec · g2 bílý pěšec · h2 bílý pěšec · a1 bílý věž · b1 bílý jezdec · c1 bílý střelec · d1 bílý dáma · e1 bílý král · f1 bílý střelec · g1 bílý jezdec · h1 bílý věž | a8 černý věž · b8 černý jezdec · c8 černý střelec · d8 černý dáma · e8 černý král · f8 černý střelec · h8 černý věž · a7 černý pěšec · b7 černý pěšec · c7 černý pěšec · e7 černý pěšec · f7 černý pěšec · g7 černý pěšec · h7 černý pěšec · b6 černý jezdec · d6 bílý pěšec · c4 bílý pěšec · d4 bílý pěšec · a2 bílý pěšec · b2 bílý pěšec · f2 bílý pěšec · g2 bílý pěšec · h2 bílý pěšec · a1 bílý věž · b1 bílý jezdec · c1 bílý střelec · d1 bílý dáma · e1 bílý král · f1 bílý střelec · g1 bílý jezdec · h1 bílý věž | a8 černý věž · b8 černý jezdec · c8 černý střelec · d8 černý dáma · e8 černý král · f8 černý střelec · h8 černý věž · a7 černý pěšec · b7 černý pěšec · c7 černý pěšec · e7 černý pěšec · f7 černý pěšec · g7 černý pěšec · h7 černý pěšec · b6 černý jezdec · d6 bílý pěšec · c4 bílý pěšec · d4 bílý pěšec · a2 bílý pěšec · b2 bílý pěšec · f2 bílý pěšec · g2 bílý pěšec · h2 bílý pěšec · a1 bílý věž · b1 bílý jezdec · c1 bílý střelec · d1 bílý dáma · e1 bílý král · f1 bílý střelec · g1 bílý jezdec · h1 bílý věž | 2 |
| 1 | a8 černý věž · b8 černý jezdec · c8 černý střelec · d8 černý dáma · e8 černý král · f8 černý střelec · h8 černý věž · a7 černý pěšec · b7 černý pěšec · c7 černý pěšec · e7 černý pěšec · f7 černý pěšec · g7 černý pěšec · h7 černý pěšec · b6 černý jezdec · d6 bílý pěšec · c4 bílý pěšec · d4 bílý pěšec · a2 bílý pěšec · b2 bílý pěšec · f2 bílý pěšec · g2 bílý pěšec · h2 bílý pěšec · a1 bílý věž · b1 bílý jezdec · c1 bílý střelec · d1 bílý dáma · e1 bílý král · f1 bílý střelec · g1 bílý jezdec · h1 bílý věž | a8 černý věž · b8 černý jezdec · c8 černý střelec · d8 černý dáma · e8 černý král · f8 černý střelec · h8 černý věž · a7 černý pěšec · b7 černý pěšec · c7 černý pěšec · e7 černý pěšec · f7 černý pěšec · g7 černý pěšec · h7 černý pěšec · b6 černý jezdec · d6 bílý pěšec · c4 bílý pěšec · d4 bílý pěšec · a2 bílý pěšec · b2 bílý pěšec · f2 bílý pěšec · g2 bílý pěšec · h2 bílý pěšec · a1 bílý věž · b1 bílý jezdec · c1 bílý střelec · d1 bílý dáma · e1 bílý král · f1 bílý střelec · g1 bílý jezdec · h1 bílý věž | a8 černý věž · b8 černý jezdec · c8 černý střelec · d8 černý dáma · e8 černý král · f8 černý střelec · h8 černý věž · a7 černý pěšec · b7 černý pěšec · c7 černý pěšec · e7 černý pěšec · f7 černý pěšec · g7 černý pěšec · h7 černý pěšec · b6 černý jezdec · d6 bílý pěšec · c4 bílý pěšec · d4 bílý pěšec · a2 bílý pěšec · b2 bílý pěšec · f2 bílý pěšec · g2 bílý pěšec · h2 bílý pěšec · a1 bílý věž · b1 bílý jezdec · c1 bílý střelec · d1 bílý dáma · e1 bílý král · f1 bílý střelec · g1 bílý jezdec · h1 bílý věž | a8 černý věž · b8 černý jezdec · c8 černý střelec · d8 černý dáma · e8 černý král · f8 černý střelec · h8 černý věž · a7 černý pěšec · b7 černý pěšec · c7 černý pěšec · e7 černý pěšec · f7 černý pěšec · g7 černý pěšec · h7 černý pěšec · b6 černý jezdec · d6 bílý pěšec · c4 bílý pěšec · d4 bílý pěšec · a2 bílý pěšec · b2 bílý pěšec · f2 bílý pěšec · g2 bílý pěšec · h2 bílý pěšec · a1 bílý věž · b1 bílý jezdec · c1 bílý střelec · d1 bílý dáma · e1 bílý král · f1 bílý střelec · g1 bílý jezdec · h1 bílý věž | a8 černý věž · b8 černý jezdec · c8 černý střelec · d8 černý dáma · e8 černý král · f8 černý střelec · h8 černý věž · a7 černý pěšec · b7 černý pěšec · c7 černý pěšec · e7 černý pěšec · f7 černý pěšec · g7 černý pěšec · h7 černý pěšec · b6 černý jezdec · d6 bílý pěšec · c4 bílý pěšec · d4 bílý pěšec · a2 bílý pěšec · b2 bílý pěšec · f2 bílý pěšec · g2 bílý pěšec · h2 bílý pěšec · a1 bílý věž · b1 bílý jezdec · c1 bílý střelec · d1 bílý dáma · e1 bílý král · f1 bílý střelec · g1 bílý jezdec · h1 bílý věž | a8 černý věž · b8 černý jezdec · c8 černý střelec · d8 černý dáma · e8 černý král · f8 černý střelec · h8 černý věž · a7 černý pěšec · b7 černý pěšec · c7 černý pěšec · e7 černý pěšec · f7 černý pěšec · g7 černý pěšec · h7 černý pěšec · b6 černý jezdec · d6 bílý pěšec · c4 bílý pěšec · d4 bílý pěšec · a2 bílý pěšec · b2 bílý pěšec · f2 bílý pěšec · g2 bílý pěšec · h2 bílý pěšec · a1 bílý věž · b1 bílý jezdec · c1 bílý střelec · d1 bílý dáma · e1 bílý král · f1 bílý střelec · g1 bílý jezdec · h1 bílý věž | a8 černý věž · b8 černý jezdec · c8 černý střelec · d8 černý dáma · e8 černý král · f8 černý střelec · h8 černý věž · a7 černý pěšec · b7 černý pěšec · c7 černý pěšec · e7 černý pěšec · f7 černý pěšec · g7 černý pěšec · h7 černý pěšec · b6 černý jezdec · d6 bílý pěšec · c4 bílý pěšec · d4 bílý pěšec · a2 bílý pěšec · b2 bílý pěšec · f2 bílý pěšec · g2 bílý pěšec · h2 bílý pěšec · a1 bílý věž · b1 bílý jezdec · c1 bílý střelec · d1 bílý dáma · e1 bílý král · f1 bílý střelec · g1 bílý jezdec · h1 bílý věž | a8 černý věž · b8 černý jezdec · c8 černý střelec · d8 černý dáma · e8 černý král · f8 černý střelec · h8 černý věž · a7 černý pěšec · b7 černý pěšec · c7 černý pěšec · e7 černý pěšec · f7 černý pěšec · g7 černý pěšec · h7 černý pěšec · b6 černý jezdec · d6 bílý pěšec · c4 bílý pěšec · d4 bílý pěšec · a2 bílý pěšec · b2 bílý pěšec · f2 bílý pěšec · g2 bílý pěšec · h2 bílý pěšec · a1 bílý věž · b1 bílý jezdec · c1 bílý střelec · d1 bílý dáma · e1 bílý král · f1 bílý střelec · g1 bílý jezdec · h1 bílý věž | 1 |
|   | a | b | c | d | e | f | g | h |   |

1. e4 Jf6 2. e5 Jd5 3. d4 d6 4.c4 Jb6 5. exd6 zde se může černý rozhodnout mezi
- 5… exd6 s šancemi na vyrovnání
- 5… cxd6 s fianchettem střelce na g7 se snahou o protihru - černý se snaží figurami vyvtvářet tlak na silné pěšcové centrum bílého, nejsilnějším způsobem vývinu jsou pro bílého tahy 6.Jc3, 7.Se3, 8.Vc1, 9.b3, což spolu s jediným rozumným vývinu černého povede k variantě 6.Jc3 g6 7.Se3 Sg7 8.Vc1 0-0 9. b3, tzv. „Voroněžská varianta“. Bílý ma jasnou výhodu v prostoru a je bez slabin.

### Klasická varianta
1. e4 Jf6 2. e5 Jd5 3. d4 d6 4.Jf3
|   | a | b | c | d | e | f | g | h |   |
| 8 | a8 černý věž · b8 černý jezdec · c8 černý střelec · d8 černý dáma · e8 černý král · f8 černý střelec · h8 černý věž · a7 černý pěšec · b7 černý pěšec · c7 černý pěšec · e7 černý pěšec · f7 černý pěšec · g7 černý pěšec · h7 černý pěšec · d6 černý pěšec · d5 černý jezdec · e5 bílý pěšec · d4 bílý pěšec · f3 bílý jezdec · a2 bílý pěšec · b2 bílý pěšec · c2 bílý pěšec · f2 bílý pěšec · g2 bílý pěšec · h2 bílý pěšec · a1 bílý věž · b1 bílý jezdec · c1 bílý střelec · d1 bílý dáma · e1 bílý král · f1 bílý střelec · h1 bílý věž | a8 černý věž · b8 černý jezdec · c8 černý střelec · d8 černý dáma · e8 černý král · f8 černý střelec · h8 černý věž · a7 černý pěšec · b7 černý pěšec · c7 černý pěšec · e7 černý pěšec · f7 černý pěšec · g7 černý pěšec · h7 černý pěšec · d6 černý pěšec · d5 černý jezdec · e5 bílý pěšec · d4 bílý pěšec · f3 bílý jezdec · a2 bílý pěšec · b2 bílý pěšec · c2 bílý pěšec · f2 bílý pěšec · g2 bílý pěšec · h2 bílý pěšec · a1 bílý věž · b1 bílý jezdec · c1 bílý střelec · d1 bílý dáma · e1 bílý král · f1 bílý střelec · h1 bílý věž | a8 černý věž · b8 černý jezdec · c8 černý střelec · d8 černý dáma · e8 černý král · f8 černý střelec · h8 černý věž · a7 černý pěšec · b7 černý pěšec · c7 černý pěšec · e7 černý pěšec · f7 černý pěšec · g7 černý pěšec · h7 černý pěšec · d6 černý pěšec · d5 černý jezdec · e5 bílý pěšec · d4 bílý pěšec · f3 bílý jezdec · a2 bílý pěšec · b2 bílý pěšec · c2 bílý pěšec · f2 bílý pěšec · g2 bílý pěšec · h2 bílý pěšec · a1 bílý věž · b1 bílý jezdec · c1 bílý střelec · d1 bílý dáma · e1 bílý král · f1 bílý střelec · h1 bílý věž | a8 černý věž · b8 černý jezdec · c8 černý střelec · d8 černý dáma · e8 černý král · f8 černý střelec · h8 černý věž · a7 černý pěšec · b7 černý pěšec · c7 černý pěšec · e7 černý pěšec · f7 černý pěšec · g7 černý pěšec · h7 černý pěšec · d6 černý pěšec · d5 černý jezdec · e5 bílý pěšec · d4 bílý pěšec · f3 bílý jezdec · a2 bílý pěšec · b2 bílý pěšec · c2 bílý pěšec · f2 bílý pěšec · g2 bílý pěšec · h2 bílý pěšec · a1 bílý věž · b1 bílý jezdec · c1 bílý střelec · d1 bílý dáma · e1 bílý král · f1 bílý střelec · h1 bílý věž | a8 černý věž · b8 černý jezdec · c8 černý střelec · d8 černý dáma · e8 černý král · f8 černý střelec · h8 černý věž · a7 černý pěšec · b7 černý pěšec · c7 černý pěšec · e7 černý pěšec · f7 černý pěšec · g7 černý pěšec · h7 černý pěšec · d6 černý pěšec · d5 černý jezdec · e5 bílý pěšec · d4 bílý pěšec · f3 bílý jezdec · a2 bílý pěšec · b2 bílý pěšec · c2 bílý pěšec · f2 bílý pěšec · g2 bílý pěšec · h2 bílý pěšec · a1 bílý věž · b1 bílý jezdec · c1 bílý střelec · d1 bílý dáma · e1 bílý král · f1 bílý střelec · h1 bílý věž | a8 černý věž · b8 černý jezdec · c8 černý střelec · d8 černý dáma · e8 černý král · f8 černý střelec · h8 černý věž · a7 černý pěšec · b7 černý pěšec · c7 černý pěšec · e7 černý pěšec · f7 černý pěšec · g7 černý pěšec · h7 černý pěšec · d6 černý pěšec · d5 černý jezdec · e5 bílý pěšec · d4 bílý pěšec · f3 bílý jezdec · a2 bílý pěšec · b2 bílý pěšec · c2 bílý pěšec · f2 bílý pěšec · g2 bílý pěšec · h2 bílý pěšec · a1 bílý věž · b1 bílý jezdec · c1 bílý střelec · d1 bílý dáma · e1 bílý král · f1 bílý střelec · h1 bílý věž | a8 černý věž · b8 černý jezdec · c8 černý střelec · d8 černý dáma · e8 černý král · f8 černý střelec · h8 černý věž · a7 černý pěšec · b7 černý pěšec · c7 černý pěšec · e7 černý pěšec · f7 černý pěšec · g7 černý pěšec · h7 černý pěšec · d6 černý pěšec · d5 černý jezdec · e5 bílý pěšec · d4 bílý pěšec · f3 bílý jezdec · a2 bílý pěšec · b2 bílý pěšec · c2 bílý pěšec · f2 bílý pěšec · g2 bílý pěšec · h2 bílý pěšec · a1 bílý věž · b1 bílý jezdec · c1 bílý střelec · d1 bílý dáma · e1 bílý král · f1 bílý střelec · h1 bílý věž | a8 černý věž · b8 černý jezdec · c8 černý střelec · d8 černý dáma · e8 černý král · f8 černý střelec · h8 černý věž · a7 černý pěšec · b7 černý pěšec · c7 černý pěšec · e7 černý pěšec · f7 černý pěšec · g7 černý pěšec · h7 černý pěšec · d6 černý pěšec · d5 černý jezdec · e5 bílý pěšec · d4 bílý pěšec · f3 bílý jezdec · a2 bílý pěšec · b2 bílý pěšec · c2 bílý pěšec · f2 bílý pěšec · g2 bílý pěšec · h2 bílý pěšec · a1 bílý věž · b1 bílý jezdec · c1 bílý střelec · d1 bílý dáma · e1 bílý král · f1 bílý střelec · h1 bílý věž | 8 |
| 7 | a8 černý věž · b8 černý jezdec · c8 černý střelec · d8 černý dáma · e8 černý král · f8 černý střelec · h8 černý věž · a7 černý pěšec · b7 černý pěšec · c7 černý pěšec · e7 černý pěšec · f7 černý pěšec · g7 černý pěšec · h7 černý pěšec · d6 černý pěšec · d5 černý jezdec · e5 bílý pěšec · d4 bílý pěšec · f3 bílý jezdec · a2 bílý pěšec · b2 bílý pěšec · c2 bílý pěšec · f2 bílý pěšec · g2 bílý pěšec · h2 bílý pěšec · a1 bílý věž · b1 bílý jezdec · c1 bílý střelec · d1 bílý dáma · e1 bílý král · f1 bílý střelec · h1 bílý věž | a8 černý věž · b8 černý jezdec · c8 černý střelec · d8 černý dáma · e8 černý král · f8 černý střelec · h8 černý věž · a7 černý pěšec · b7 černý pěšec · c7 černý pěšec · e7 černý pěšec · f7 černý pěšec · g7 černý pěšec · h7 černý pěšec · d6 černý pěšec · d5 černý jezdec · e5 bílý pěšec · d4 bílý pěšec · f3 bílý jezdec · a2 bílý pěšec · b2 bílý pěšec · c2 bílý pěšec · f2 bílý pěšec · g2 bílý pěšec · h2 bílý pěšec · a1 bílý věž · b1 bílý jezdec · c1 bílý střelec · d1 bílý dáma · e1 bílý král · f1 bílý střelec · h1 bílý věž | a8 černý věž · b8 černý jezdec · c8 černý střelec · d8 černý dáma · e8 černý král · f8 černý střelec · h8 černý věž · a7 černý pěšec · b7 černý pěšec · c7 černý pěšec · e7 černý pěšec · f7 černý pěšec · g7 černý pěšec · h7 černý pěšec · d6 černý pěšec · d5 černý jezdec · e5 bílý pěšec · d4 bílý pěšec · f3 bílý jezdec · a2 bílý pěšec · b2 bílý pěšec · c2 bílý pěšec · f2 bílý pěšec · g2 bílý pěšec · h2 bílý pěšec · a1 bílý věž · b1 bílý jezdec · c1 bílý střelec · d1 bílý dáma · e1 bílý král · f1 bílý střelec · h1 bílý věž | a8 černý věž · b8 černý jezdec · c8 černý střelec · d8 černý dáma · e8 černý král · f8 černý střelec · h8 černý věž · a7 černý pěšec · b7 černý pěšec · c7 černý pěšec · e7 černý pěšec · f7 černý pěšec · g7 černý pěšec · h7 černý pěšec · d6 černý pěšec · d5 černý jezdec · e5 bílý pěšec · d4 bílý pěšec · f3 bílý jezdec · a2 bílý pěšec · b2 bílý pěšec · c2 bílý pěšec · f2 bílý pěšec · g2 bílý pěšec · h2 bílý pěšec · a1 bílý věž · b1 bílý jezdec · c1 bílý střelec · d1 bílý dáma · e1 bílý král · f1 bílý střelec · h1 bílý věž | a8 černý věž · b8 černý jezdec · c8 černý střelec · d8 černý dáma · e8 černý král · f8 černý střelec · h8 černý věž · a7 černý pěšec · b7 černý pěšec · c7 černý pěšec · e7 černý pěšec · f7 černý pěšec · g7 černý pěšec · h7 černý pěšec · d6 černý pěšec · d5 černý jezdec · e5 bílý pěšec · d4 bílý pěšec · f3 bílý jezdec · a2 bílý pěšec · b2 bílý pěšec · c2 bílý pěšec · f2 bílý pěšec · g2 bílý pěšec · h2 bílý pěšec · a1 bílý věž · b1 bílý jezdec · c1 bílý střelec · d1 bílý dáma · e1 bílý král · f1 bílý střelec · h1 bílý věž | a8 černý věž · b8 černý jezdec · c8 černý střelec · d8 černý dáma · e8 černý král · f8 černý střelec · h8 černý věž · a7 černý pěšec · b7 černý pěšec · c7 černý pěšec · e7 černý pěšec · f7 černý pěšec · g7 černý pěšec · h7 černý pěšec · d6 černý pěšec · d5 černý jezdec · e5 bílý pěšec · d4 bílý pěšec · f3 bílý jezdec · a2 bílý pěšec · b2 bílý pěšec · c2 bílý pěšec · f2 bílý pěšec · g2 bílý pěšec · h2 bílý pěšec · a1 bílý věž · b1 bílý jezdec · c1 bílý střelec · d1 bílý dáma · e1 bílý král · f1 bílý střelec · h1 bílý věž | a8 černý věž · b8 černý jezdec · c8 černý střelec · d8 černý dáma · e8 černý král · f8 černý střelec · h8 černý věž · a7 černý pěšec · b7 černý pěšec · c7 černý pěšec · e7 černý pěšec · f7 černý pěšec · g7 černý pěšec · h7 černý pěšec · d6 černý pěšec · d5 černý jezdec · e5 bílý pěšec · d4 bílý pěšec · f3 bílý jezdec · a2 bílý pěšec · b2 bílý pěšec · c2 bílý pěšec · f2 bílý pěšec · g2 bílý pěšec · h2 bílý pěšec · a1 bílý věž · b1 bílý jezdec · c1 bílý střelec · d1 bílý dáma · e1 bílý král · f1 bílý střelec · h1 bílý věž | a8 černý věž · b8 černý jezdec · c8 černý střelec · d8 černý dáma · e8 černý král · f8 černý střelec · h8 černý věž · a7 černý pěšec · b7 černý pěšec · c7 černý pěšec · e7 černý pěšec · f7 černý pěšec · g7 černý pěšec · h7 černý pěšec · d6 černý pěšec · d5 černý jezdec · e5 bílý pěšec · d4 bílý pěšec · f3 bílý jezdec · a2 bílý pěšec · b2 bílý pěšec · c2 bílý pěšec · f2 bílý pěšec · g2 bílý pěšec · h2 bílý pěšec · a1 bílý věž · b1 bílý jezdec · c1 bílý střelec · d1 bílý dáma · e1 bílý král · f1 bílý střelec · h1 bílý věž | 7 |
| 6 | a8 černý věž · b8 černý jezdec · c8 černý střelec · d8 černý dáma · e8 černý král · f8 černý střelec · h8 černý věž · a7 černý pěšec · b7 černý pěšec · c7 černý pěšec · e7 černý pěšec · f7 černý pěšec · g7 černý pěšec · h7 černý pěšec · d6 černý pěšec · d5 černý jezdec · e5 bílý pěšec · d4 bílý pěšec · f3 bílý jezdec · a2 bílý pěšec · b2 bílý pěšec · c2 bílý pěšec · f2 bílý pěšec · g2 bílý pěšec · h2 bílý pěšec · a1 bílý věž · b1 bílý jezdec · c1 bílý střelec · d1 bílý dáma · e1 bílý král · f1 bílý střelec · h1 bílý věž | a8 černý věž · b8 černý jezdec · c8 černý střelec · d8 černý dáma · e8 černý král · f8 černý střelec · h8 černý věž · a7 černý pěšec · b7 černý pěšec · c7 černý pěšec · e7 černý pěšec · f7 černý pěšec · g7 černý pěšec · h7 černý pěšec · d6 černý pěšec · d5 černý jezdec · e5 bílý pěšec · d4 bílý pěšec · f3 bílý jezdec · a2 bílý pěšec · b2 bílý pěšec · c2 bílý pěšec · f2 bílý pěšec · g2 bílý pěšec · h2 bílý pěšec · a1 bílý věž · b1 bílý jezdec · c1 bílý střelec · d1 bílý dáma · e1 bílý král · f1 bílý střelec · h1 bílý věž | a8 černý věž · b8 černý jezdec · c8 černý střelec · d8 černý dáma · e8 černý král · f8 černý střelec · h8 černý věž · a7 černý pěšec · b7 černý pěšec · c7 černý pěšec · e7 černý pěšec · f7 černý pěšec · g7 černý pěšec · h7 černý pěšec · d6 černý pěšec · d5 černý jezdec · e5 bílý pěšec · d4 bílý pěšec · f3 bílý jezdec · a2 bílý pěšec · b2 bílý pěšec · c2 bílý pěšec · f2 bílý pěšec · g2 bílý pěšec · h2 bílý pěšec · a1 bílý věž · b1 bílý jezdec · c1 bílý střelec · d1 bílý dáma · e1 bílý král · f1 bílý střelec · h1 bílý věž | a8 černý věž · b8 černý jezdec · c8 černý střelec · d8 černý dáma · e8 černý král · f8 černý střelec · h8 černý věž · a7 černý pěšec · b7 černý pěšec · c7 černý pěšec · e7 černý pěšec · f7 černý pěšec · g7 černý pěšec · h7 černý pěšec · d6 černý pěšec · d5 černý jezdec · e5 bílý pěšec · d4 bílý pěšec · f3 bílý jezdec · a2 bílý pěšec · b2 bílý pěšec · c2 bílý pěšec · f2 bílý pěšec · g2 bílý pěšec · h2 bílý pěšec · a1 bílý věž · b1 bílý jezdec · c1 bílý střelec · d1 bílý dáma · e1 bílý král · f1 bílý střelec · h1 bílý věž | a8 černý věž · b8 černý jezdec · c8 černý střelec · d8 černý dáma · e8 černý král · f8 černý střelec · h8 černý věž · a7 černý pěšec · b7 černý pěšec · c7 černý pěšec · e7 černý pěšec · f7 černý pěšec · g7 černý pěšec · h7 černý pěšec · d6 černý pěšec · d5 černý jezdec · e5 bílý pěšec · d4 bílý pěšec · f3 bílý jezdec · a2 bílý pěšec · b2 bílý pěšec · c2 bílý pěšec · f2 bílý pěšec · g2 bílý pěšec · h2 bílý pěšec · a1 bílý věž · b1 bílý jezdec · c1 bílý střelec · d1 bílý dáma · e1 bílý král · f1 bílý střelec · h1 bílý věž | a8 černý věž · b8 černý jezdec · c8 černý střelec · d8 černý dáma · e8 černý král · f8 černý střelec · h8 černý věž · a7 černý pěšec · b7 černý pěšec · c7 černý pěšec · e7 černý pěšec · f7 černý pěšec · g7 černý pěšec · h7 černý pěšec · d6 černý pěšec · d5 černý jezdec · e5 bílý pěšec · d4 bílý pěšec · f3 bílý jezdec · a2 bílý pěšec · b2 bílý pěšec · c2 bílý pěšec · f2 bílý pěšec · g2 bílý pěšec · h2 bílý pěšec · a1 bílý věž · b1 bílý jezdec · c1 bílý střelec · d1 bílý dáma · e1 bílý král · f1 bílý střelec · h1 bílý věž | a8 černý věž · b8 černý jezdec · c8 černý střelec · d8 černý dáma · e8 černý král · f8 černý střelec · h8 černý věž · a7 černý pěšec · b7 černý pěšec · c7 černý pěšec · e7 černý pěšec · f7 černý pěšec · g7 černý pěšec · h7 černý pěšec · d6 černý pěšec · d5 černý jezdec · e5 bílý pěšec · d4 bílý pěšec · f3 bílý jezdec · a2 bílý pěšec · b2 bílý pěšec · c2 bílý pěšec · f2 bílý pěšec · g2 bílý pěšec · h2 bílý pěšec · a1 bílý věž · b1 bílý jezdec · c1 bílý střelec · d1 bílý dáma · e1 bílý král · f1 bílý střelec · h1 bílý věž | a8 černý věž · b8 černý jezdec · c8 černý střelec · d8 černý dáma · e8 černý král · f8 černý střelec · h8 černý věž · a7 černý pěšec · b7 černý pěšec · c7 černý pěšec · e7 černý pěšec · f7 černý pěšec · g7 černý pěšec · h7 černý pěšec · d6 černý pěšec · d5 černý jezdec · e5 bílý pěšec · d4 bílý pěšec · f3 bílý jezdec · a2 bílý pěšec · b2 bílý pěšec · c2 bílý pěšec · f2 bílý pěšec · g2 bílý pěšec · h2 bílý pěšec · a1 bílý věž · b1 bílý jezdec · c1 bílý střelec · d1 bílý dáma · e1 bílý král · f1 bílý střelec · h1 bílý věž | 6 |
| 5 | a8 černý věž · b8 černý jezdec · c8 černý střelec · d8 černý dáma · e8 černý král · f8 černý střelec · h8 černý věž · a7 černý pěšec · b7 černý pěšec · c7 černý pěšec · e7 černý pěšec · f7 černý pěšec · g7 černý pěšec · h7 černý pěšec · d6 černý pěšec · d5 černý jezdec · e5 bílý pěšec · d4 bílý pěšec · f3 bílý jezdec · a2 bílý pěšec · b2 bílý pěšec · c2 bílý pěšec · f2 bílý pěšec · g2 bílý pěšec · h2 bílý pěšec · a1 bílý věž · b1 bílý jezdec · c1 bílý střelec · d1 bílý dáma · e1 bílý král · f1 bílý střelec · h1 bílý věž | a8 černý věž · b8 černý jezdec · c8 černý střelec · d8 černý dáma · e8 černý král · f8 černý střelec · h8 černý věž · a7 černý pěšec · b7 černý pěšec · c7 černý pěšec · e7 černý pěšec · f7 černý pěšec · g7 černý pěšec · h7 černý pěšec · d6 černý pěšec · d5 černý jezdec · e5 bílý pěšec · d4 bílý pěšec · f3 bílý jezdec · a2 bílý pěšec · b2 bílý pěšec · c2 bílý pěšec · f2 bílý pěšec · g2 bílý pěšec · h2 bílý pěšec · a1 bílý věž · b1 bílý jezdec · c1 bílý střelec · d1 bílý dáma · e1 bílý král · f1 bílý střelec · h1 bílý věž | a8 černý věž · b8 černý jezdec · c8 černý střelec · d8 černý dáma · e8 černý král · f8 černý střelec · h8 černý věž · a7 černý pěšec · b7 černý pěšec · c7 černý pěšec · e7 černý pěšec · f7 černý pěšec · g7 černý pěšec · h7 černý pěšec · d6 černý pěšec · d5 černý jezdec · e5 bílý pěšec · d4 bílý pěšec · f3 bílý jezdec · a2 bílý pěšec · b2 bílý pěšec · c2 bílý pěšec · f2 bílý pěšec · g2 bílý pěšec · h2 bílý pěšec · a1 bílý věž · b1 bílý jezdec · c1 bílý střelec · d1 bílý dáma · e1 bílý král · f1 bílý střelec · h1 bílý věž | a8 černý věž · b8 černý jezdec · c8 černý střelec · d8 černý dáma · e8 černý král · f8 černý střelec · h8 černý věž · a7 černý pěšec · b7 černý pěšec · c7 černý pěšec · e7 černý pěšec · f7 černý pěšec · g7 černý pěšec · h7 černý pěšec · d6 černý pěšec · d5 černý jezdec · e5 bílý pěšec · d4 bílý pěšec · f3 bílý jezdec · a2 bílý pěšec · b2 bílý pěšec · c2 bílý pěšec · f2 bílý pěšec · g2 bílý pěšec · h2 bílý pěšec · a1 bílý věž · b1 bílý jezdec · c1 bílý střelec · d1 bílý dáma · e1 bílý král · f1 bílý střelec · h1 bílý věž | a8 černý věž · b8 černý jezdec · c8 černý střelec · d8 černý dáma · e8 černý král · f8 černý střelec · h8 černý věž · a7 černý pěšec · b7 černý pěšec · c7 černý pěšec · e7 černý pěšec · f7 černý pěšec · g7 černý pěšec · h7 černý pěšec · d6 černý pěšec · d5 černý jezdec · e5 bílý pěšec · d4 bílý pěšec · f3 bílý jezdec · a2 bílý pěšec · b2 bílý pěšec · c2 bílý pěšec · f2 bílý pěšec · g2 bílý pěšec · h2 bílý pěšec · a1 bílý věž · b1 bílý jezdec · c1 bílý střelec · d1 bílý dáma · e1 bílý král · f1 bílý střelec · h1 bílý věž | a8 černý věž · b8 černý jezdec · c8 černý střelec · d8 černý dáma · e8 černý král · f8 černý střelec · h8 černý věž · a7 černý pěšec · b7 černý pěšec · c7 černý pěšec · e7 černý pěšec · f7 černý pěšec · g7 černý pěšec · h7 černý pěšec · d6 černý pěšec · d5 černý jezdec · e5 bílý pěšec · d4 bílý pěšec · f3 bílý jezdec · a2 bílý pěšec · b2 bílý pěšec · c2 bílý pěšec · f2 bílý pěšec · g2 bílý pěšec · h2 bílý pěšec · a1 bílý věž · b1 bílý jezdec · c1 bílý střelec · d1 bílý dáma · e1 bílý král · f1 bílý střelec · h1 bílý věž | a8 černý věž · b8 černý jezdec · c8 černý střelec · d8 černý dáma · e8 černý král · f8 černý střelec · h8 černý věž · a7 černý pěšec · b7 černý pěšec · c7 černý pěšec · e7 černý pěšec · f7 černý pěšec · g7 černý pěšec · h7 černý pěšec · d6 černý pěšec · d5 černý jezdec · e5 bílý pěšec · d4 bílý pěšec · f3 bílý jezdec · a2 bílý pěšec · b2 bílý pěšec · c2 bílý pěšec · f2 bílý pěšec · g2 bílý pěšec · h2 bílý pěšec · a1 bílý věž · b1 bílý jezdec · c1 bílý střelec · d1 bílý dáma · e1 bílý král · f1 bílý střelec · h1 bílý věž | a8 černý věž · b8 černý jezdec · c8 černý střelec · d8 černý dáma · e8 černý král · f8 černý střelec · h8 černý věž · a7 černý pěšec · b7 černý pěšec · c7 černý pěšec · e7 černý pěšec · f7 černý pěšec · g7 černý pěšec · h7 černý pěšec · d6 černý pěšec · d5 černý jezdec · e5 bílý pěšec · d4 bílý pěšec · f3 bílý jezdec · a2 bílý pěšec · b2 bílý pěšec · c2 bílý pěšec · f2 bílý pěšec · g2 bílý pěšec · h2 bílý pěšec · a1 bílý věž · b1 bílý jezdec · c1 bílý střelec · d1 bílý dáma · e1 bílý král · f1 bílý střelec · h1 bílý věž | 5 |
| 4 | a8 černý věž · b8 černý jezdec · c8 černý střelec · d8 černý dáma · e8 černý král · f8 černý střelec · h8 černý věž · a7 černý pěšec · b7 černý pěšec · c7 černý pěšec · e7 černý pěšec · f7 černý pěšec · g7 černý pěšec · h7 černý pěšec · d6 černý pěšec · d5 černý jezdec · e5 bílý pěšec · d4 bílý pěšec · f3 bílý jezdec · a2 bílý pěšec · b2 bílý pěšec · c2 bílý pěšec · f2 bílý pěšec · g2 bílý pěšec · h2 bílý pěšec · a1 bílý věž · b1 bílý jezdec · c1 bílý střelec · d1 bílý dáma · e1 bílý král · f1 bílý střelec · h1 bílý věž | a8 černý věž · b8 černý jezdec · c8 černý střelec · d8 černý dáma · e8 černý král · f8 černý střelec · h8 černý věž · a7 černý pěšec · b7 černý pěšec · c7 černý pěšec · e7 černý pěšec · f7 černý pěšec · g7 černý pěšec · h7 černý pěšec · d6 černý pěšec · d5 černý jezdec · e5 bílý pěšec · d4 bílý pěšec · f3 bílý jezdec · a2 bílý pěšec · b2 bílý pěšec · c2 bílý pěšec · f2 bílý pěšec · g2 bílý pěšec · h2 bílý pěšec · a1 bílý věž · b1 bílý jezdec · c1 bílý střelec · d1 bílý dáma · e1 bílý král · f1 bílý střelec · h1 bílý věž | a8 černý věž · b8 černý jezdec · c8 černý střelec · d8 černý dáma · e8 černý král · f8 černý střelec · h8 černý věž · a7 černý pěšec · b7 černý pěšec · c7 černý pěšec · e7 černý pěšec · f7 černý pěšec · g7 černý pěšec · h7 černý pěšec · d6 černý pěšec · d5 černý jezdec · e5 bílý pěšec · d4 bílý pěšec · f3 bílý jezdec · a2 bílý pěšec · b2 bílý pěšec · c2 bílý pěšec · f2 bílý pěšec · g2 bílý pěšec · h2 bílý pěšec · a1 bílý věž · b1 bílý jezdec · c1 bílý střelec · d1 bílý dáma · e1 bílý král · f1 bílý střelec · h1 bílý věž | a8 černý věž · b8 černý jezdec · c8 černý střelec · d8 černý dáma · e8 černý král · f8 černý střelec · h8 černý věž · a7 černý pěšec · b7 černý pěšec · c7 černý pěšec · e7 černý pěšec · f7 černý pěšec · g7 černý pěšec · h7 černý pěšec · d6 černý pěšec · d5 černý jezdec · e5 bílý pěšec · d4 bílý pěšec · f3 bílý jezdec · a2 bílý pěšec · b2 bílý pěšec · c2 bílý pěšec · f2 bílý pěšec · g2 bílý pěšec · h2 bílý pěšec · a1 bílý věž · b1 bílý jezdec · c1 bílý střelec · d1 bílý dáma · e1 bílý král · f1 bílý střelec · h1 bílý věž | a8 černý věž · b8 černý jezdec · c8 černý střelec · d8 černý dáma · e8 černý král · f8 černý střelec · h8 černý věž · a7 černý pěšec · b7 černý pěšec · c7 černý pěšec · e7 černý pěšec · f7 černý pěšec · g7 černý pěšec · h7 černý pěšec · d6 černý pěšec · d5 černý jezdec · e5 bílý pěšec · d4 bílý pěšec · f3 bílý jezdec · a2 bílý pěšec · b2 bílý pěšec · c2 bílý pěšec · f2 bílý pěšec · g2 bílý pěšec · h2 bílý pěšec · a1 bílý věž · b1 bílý jezdec · c1 bílý střelec · d1 bílý dáma · e1 bílý král · f1 bílý střelec · h1 bílý věž | a8 černý věž · b8 černý jezdec · c8 černý střelec · d8 černý dáma · e8 černý král · f8 černý střelec · h8 černý věž · a7 černý pěšec · b7 černý pěšec · c7 černý pěšec · e7 černý pěšec · f7 černý pěšec · g7 černý pěšec · h7 černý pěšec · d6 černý pěšec · d5 černý jezdec · e5 bílý pěšec · d4 bílý pěšec · f3 bílý jezdec · a2 bílý pěšec · b2 bílý pěšec · c2 bílý pěšec · f2 bílý pěšec · g2 bílý pěšec · h2 bílý pěšec · a1 bílý věž · b1 bílý jezdec · c1 bílý střelec · d1 bílý dáma · e1 bílý král · f1 bílý střelec · h1 bílý věž | a8 černý věž · b8 černý jezdec · c8 černý střelec · d8 černý dáma · e8 černý král · f8 černý střelec · h8 černý věž · a7 černý pěšec · b7 černý pěšec · c7 černý pěšec · e7 černý pěšec · f7 černý pěšec · g7 černý pěšec · h7 černý pěšec · d6 černý pěšec · d5 černý jezdec · e5 bílý pěšec · d4 bílý pěšec · f3 bílý jezdec · a2 bílý pěšec · b2 bílý pěšec · c2 bílý pěšec · f2 bílý pěšec · g2 bílý pěšec · h2 bílý pěšec · a1 bílý věž · b1 bílý jezdec · c1 bílý střelec · d1 bílý dáma · e1 bílý král · f1 bílý střelec · h1 bílý věž | a8 černý věž · b8 černý jezdec · c8 černý střelec · d8 černý dáma · e8 černý král · f8 černý střelec · h8 černý věž · a7 černý pěšec · b7 černý pěšec · c7 černý pěšec · e7 černý pěšec · f7 černý pěšec · g7 černý pěšec · h7 černý pěšec · d6 černý pěšec · d5 černý jezdec · e5 bílý pěšec · d4 bílý pěšec · f3 bílý jezdec · a2 bílý pěšec · b2 bílý pěšec · c2 bílý pěšec · f2 bílý pěšec · g2 bílý pěšec · h2 bílý pěšec · a1 bílý věž · b1 bílý jezdec · c1 bílý střelec · d1 bílý dáma · e1 bílý král · f1 bílý střelec · h1 bílý věž | 4 |
| 3 | a8 černý věž · b8 černý jezdec · c8 černý střelec · d8 černý dáma · e8 černý král · f8 černý střelec · h8 černý věž · a7 černý pěšec · b7 černý pěšec · c7 černý pěšec · e7 černý pěšec · f7 černý pěšec · g7 černý pěšec · h7 černý pěšec · d6 černý pěšec · d5 černý jezdec · e5 bílý pěšec · d4 bílý pěšec · f3 bílý jezdec · a2 bílý pěšec · b2 bílý pěšec · c2 bílý pěšec · f2 bílý pěšec · g2 bílý pěšec · h2 bílý pěšec · a1 bílý věž · b1 bílý jezdec · c1 bílý střelec · d1 bílý dáma · e1 bílý král · f1 bílý střelec · h1 bílý věž | a8 černý věž · b8 černý jezdec · c8 černý střelec · d8 černý dáma · e8 černý král · f8 černý střelec · h8 černý věž · a7 černý pěšec · b7 černý pěšec · c7 černý pěšec · e7 černý pěšec · f7 černý pěšec · g7 černý pěšec · h7 černý pěšec · d6 černý pěšec · d5 černý jezdec · e5 bílý pěšec · d4 bílý pěšec · f3 bílý jezdec · a2 bílý pěšec · b2 bílý pěšec · c2 bílý pěšec · f2 bílý pěšec · g2 bílý pěšec · h2 bílý pěšec · a1 bílý věž · b1 bílý jezdec · c1 bílý střelec · d1 bílý dáma · e1 bílý král · f1 bílý střelec · h1 bílý věž | a8 černý věž · b8 černý jezdec · c8 černý střelec · d8 černý dáma · e8 černý král · f8 černý střelec · h8 černý věž · a7 černý pěšec · b7 černý pěšec · c7 černý pěšec · e7 černý pěšec · f7 černý pěšec · g7 černý pěšec · h7 černý pěšec · d6 černý pěšec · d5 černý jezdec · e5 bílý pěšec · d4 bílý pěšec · f3 bílý jezdec · a2 bílý pěšec · b2 bílý pěšec · c2 bílý pěšec · f2 bílý pěšec · g2 bílý pěšec · h2 bílý pěšec · a1 bílý věž · b1 bílý jezdec · c1 bílý střelec · d1 bílý dáma · e1 bílý král · f1 bílý střelec · h1 bílý věž | a8 černý věž · b8 černý jezdec · c8 černý střelec · d8 černý dáma · e8 černý král · f8 černý střelec · h8 černý věž · a7 černý pěšec · b7 černý pěšec · c7 černý pěšec · e7 černý pěšec · f7 černý pěšec · g7 černý pěšec · h7 černý pěšec · d6 černý pěšec · d5 černý jezdec · e5 bílý pěšec · d4 bílý pěšec · f3 bílý jezdec · a2 bílý pěšec · b2 bílý pěšec · c2 bílý pěšec · f2 bílý pěšec · g2 bílý pěšec · h2 bílý pěšec · a1 bílý věž · b1 bílý jezdec · c1 bílý střelec · d1 bílý dáma · e1 bílý král · f1 bílý střelec · h1 bílý věž | a8 černý věž · b8 černý jezdec · c8 černý střelec · d8 černý dáma · e8 černý král · f8 černý střelec · h8 černý věž · a7 černý pěšec · b7 černý pěšec · c7 černý pěšec · e7 černý pěšec · f7 černý pěšec · g7 černý pěšec · h7 černý pěšec · d6 černý pěšec · d5 černý jezdec · e5 bílý pěšec · d4 bílý pěšec · f3 bílý jezdec · a2 bílý pěšec · b2 bílý pěšec · c2 bílý pěšec · f2 bílý pěšec · g2 bílý pěšec · h2 bílý pěšec · a1 bílý věž · b1 bílý jezdec · c1 bílý střelec · d1 bílý dáma · e1 bílý král · f1 bílý střelec · h1 bílý věž | a8 černý věž · b8 černý jezdec · c8 černý střelec · d8 černý dáma · e8 černý král · f8 černý střelec · h8 černý věž · a7 černý pěšec · b7 černý pěšec · c7 černý pěšec · e7 černý pěšec · f7 černý pěšec · g7 černý pěšec · h7 černý pěšec · d6 černý pěšec · d5 černý jezdec · e5 bílý pěšec · d4 bílý pěšec · f3 bílý jezdec · a2 bílý pěšec · b2 bílý pěšec · c2 bílý pěšec · f2 bílý pěšec · g2 bílý pěšec · h2 bílý pěšec · a1 bílý věž · b1 bílý jezdec · c1 bílý střelec · d1 bílý dáma · e1 bílý král · f1 bílý střelec · h1 bílý věž | a8 černý věž · b8 černý jezdec · c8 černý střelec · d8 černý dáma · e8 černý král · f8 černý střelec · h8 černý věž · a7 černý pěšec · b7 černý pěšec · c7 černý pěšec · e7 černý pěšec · f7 černý pěšec · g7 černý pěšec · h7 černý pěšec · d6 černý pěšec · d5 černý jezdec · e5 bílý pěšec · d4 bílý pěšec · f3 bílý jezdec · a2 bílý pěšec · b2 bílý pěšec · c2 bílý pěšec · f2 bílý pěšec · g2 bílý pěšec · h2 bílý pěšec · a1 bílý věž · b1 bílý jezdec · c1 bílý střelec · d1 bílý dáma · e1 bílý král · f1 bílý střelec · h1 bílý věž | a8 černý věž · b8 černý jezdec · c8 černý střelec · d8 černý dáma · e8 černý král · f8 černý střelec · h8 černý věž · a7 černý pěšec · b7 černý pěšec · c7 černý pěšec · e7 černý pěšec · f7 černý pěšec · g7 černý pěšec · h7 černý pěšec · d6 černý pěšec · d5 černý jezdec · e5 bílý pěšec · d4 bílý pěšec · f3 bílý jezdec · a2 bílý pěšec · b2 bílý pěšec · c2 bílý pěšec · f2 bílý pěšec · g2 bílý pěšec · h2 bílý pěšec · a1 bílý věž · b1 bílý jezdec · c1 bílý střelec · d1 bílý dáma · e1 bílý král · f1 bílý střelec · h1 bílý věž | 3 |
| 2 | a8 černý věž · b8 černý jezdec · c8 černý střelec · d8 černý dáma · e8 černý král · f8 černý střelec · h8 černý věž · a7 černý pěšec · b7 černý pěšec · c7 černý pěšec · e7 černý pěšec · f7 černý pěšec · g7 černý pěšec · h7 černý pěšec · d6 černý pěšec · d5 černý jezdec · e5 bílý pěšec · d4 bílý pěšec · f3 bílý jezdec · a2 bílý pěšec · b2 bílý pěšec · c2 bílý pěšec · f2 bílý pěšec · g2 bílý pěšec · h2 bílý pěšec · a1 bílý věž · b1 bílý jezdec · c1 bílý střelec · d1 bílý dáma · e1 bílý král · f1 bílý střelec · h1 bílý věž | a8 černý věž · b8 černý jezdec · c8 černý střelec · d8 černý dáma · e8 černý král · f8 černý střelec · h8 černý věž · a7 černý pěšec · b7 černý pěšec · c7 černý pěšec · e7 černý pěšec · f7 černý pěšec · g7 černý pěšec · h7 černý pěšec · d6 černý pěšec · d5 černý jezdec · e5 bílý pěšec · d4 bílý pěšec · f3 bílý jezdec · a2 bílý pěšec · b2 bílý pěšec · c2 bílý pěšec · f2 bílý pěšec · g2 bílý pěšec · h2 bílý pěšec · a1 bílý věž · b1 bílý jezdec · c1 bílý střelec · d1 bílý dáma · e1 bílý král · f1 bílý střelec · h1 bílý věž | a8 černý věž · b8 černý jezdec · c8 černý střelec · d8 černý dáma · e8 černý král · f8 černý střelec · h8 černý věž · a7 černý pěšec · b7 černý pěšec · c7 černý pěšec · e7 černý pěšec · f7 černý pěšec · g7 černý pěšec · h7 černý pěšec · d6 černý pěšec · d5 černý jezdec · e5 bílý pěšec · d4 bílý pěšec · f3 bílý jezdec · a2 bílý pěšec · b2 bílý pěšec · c2 bílý pěšec · f2 bílý pěšec · g2 bílý pěšec · h2 bílý pěšec · a1 bílý věž · b1 bílý jezdec · c1 bílý střelec · d1 bílý dáma · e1 bílý král · f1 bílý střelec · h1 bílý věž | a8 černý věž · b8 černý jezdec · c8 černý střelec · d8 černý dáma · e8 černý král · f8 černý střelec · h8 černý věž · a7 černý pěšec · b7 černý pěšec · c7 černý pěšec · e7 černý pěšec · f7 černý pěšec · g7 černý pěšec · h7 černý pěšec · d6 černý pěšec · d5 černý jezdec · e5 bílý pěšec · d4 bílý pěšec · f3 bílý jezdec · a2 bílý pěšec · b2 bílý pěšec · c2 bílý pěšec · f2 bílý pěšec · g2 bílý pěšec · h2 bílý pěšec · a1 bílý věž · b1 bílý jezdec · c1 bílý střelec · d1 bílý dáma · e1 bílý král · f1 bílý střelec · h1 bílý věž | a8 černý věž · b8 černý jezdec · c8 černý střelec · d8 černý dáma · e8 černý král · f8 černý střelec · h8 černý věž · a7 černý pěšec · b7 černý pěšec · c7 černý pěšec · e7 černý pěšec · f7 černý pěšec · g7 černý pěšec · h7 černý pěšec · d6 černý pěšec · d5 černý jezdec · e5 bílý pěšec · d4 bílý pěšec · f3 bílý jezdec · a2 bílý pěšec · b2 bílý pěšec · c2 bílý pěšec · f2 bílý pěšec · g2 bílý pěšec · h2 bílý pěšec · a1 bílý věž · b1 bílý jezdec · c1 bílý střelec · d1 bílý dáma · e1 bílý král · f1 bílý střelec · h1 bílý věž | a8 černý věž · b8 černý jezdec · c8 černý střelec · d8 černý dáma · e8 černý král · f8 černý střelec · h8 černý věž · a7 černý pěšec · b7 černý pěšec · c7 černý pěšec · e7 černý pěšec · f7 černý pěšec · g7 černý pěšec · h7 černý pěšec · d6 černý pěšec · d5 černý jezdec · e5 bílý pěšec · d4 bílý pěšec · f3 bílý jezdec · a2 bílý pěšec · b2 bílý pěšec · c2 bílý pěšec · f2 bílý pěšec · g2 bílý pěšec · h2 bílý pěšec · a1 bílý věž · b1 bílý jezdec · c1 bílý střelec · d1 bílý dáma · e1 bílý král · f1 bílý střelec · h1 bílý věž | a8 černý věž · b8 černý jezdec · c8 černý střelec · d8 černý dáma · e8 černý král · f8 černý střelec · h8 černý věž · a7 černý pěšec · b7 černý pěšec · c7 černý pěšec · e7 černý pěšec · f7 černý pěšec · g7 černý pěšec · h7 černý pěšec · d6 černý pěšec · d5 černý jezdec · e5 bílý pěšec · d4 bílý pěšec · f3 bílý jezdec · a2 bílý pěšec · b2 bílý pěšec · c2 bílý pěšec · f2 bílý pěšec · g2 bílý pěšec · h2 bílý pěšec · a1 bílý věž · b1 bílý jezdec · c1 bílý střelec · d1 bílý dáma · e1 bílý král · f1 bílý střelec · h1 bílý věž | a8 černý věž · b8 černý jezdec · c8 černý střelec · d8 černý dáma · e8 černý král · f8 černý střelec · h8 černý věž · a7 černý pěšec · b7 černý pěšec · c7 černý pěšec · e7 černý pěšec · f7 černý pěšec · g7 černý pěšec · h7 černý pěšec · d6 černý pěšec · d5 černý jezdec · e5 bílý pěšec · d4 bílý pěšec · f3 bílý jezdec · a2 bílý pěšec · b2 bílý pěšec · c2 bílý pěšec · f2 bílý pěšec · g2 bílý pěšec · h2 bílý pěšec · a1 bílý věž · b1 bílý jezdec · c1 bílý střelec · d1 bílý dáma · e1 bílý král · f1 bílý střelec · h1 bílý věž | 2 |
| 1 | a8 černý věž · b8 černý jezdec · c8 černý střelec · d8 černý dáma · e8 černý král · f8 černý střelec · h8 černý věž · a7 černý pěšec · b7 černý pěšec · c7 černý pěšec · e7 černý pěšec · f7 černý pěšec · g7 černý pěšec · h7 černý pěšec · d6 černý pěšec · d5 černý jezdec · e5 bílý pěšec · d4 bílý pěšec · f3 bílý jezdec · a2 bílý pěšec · b2 bílý pěšec · c2 bílý pěšec · f2 bílý pěšec · g2 bílý pěšec · h2 bílý pěšec · a1 bílý věž · b1 bílý jezdec · c1 bílý střelec · d1 bílý dáma · e1 bílý král · f1 bílý střelec · h1 bílý věž | a8 černý věž · b8 černý jezdec · c8 černý střelec · d8 černý dáma · e8 černý král · f8 černý střelec · h8 černý věž · a7 černý pěšec · b7 černý pěšec · c7 černý pěšec · e7 černý pěšec · f7 černý pěšec · g7 černý pěšec · h7 černý pěšec · d6 černý pěšec · d5 černý jezdec · e5 bílý pěšec · d4 bílý pěšec · f3 bílý jezdec · a2 bílý pěšec · b2 bílý pěšec · c2 bílý pěšec · f2 bílý pěšec · g2 bílý pěšec · h2 bílý pěšec · a1 bílý věž · b1 bílý jezdec · c1 bílý střelec · d1 bílý dáma · e1 bílý král · f1 bílý střelec · h1 bílý věž | a8 černý věž · b8 černý jezdec · c8 černý střelec · d8 černý dáma · e8 černý král · f8 černý střelec · h8 černý věž · a7 černý pěšec · b7 černý pěšec · c7 černý pěšec · e7 černý pěšec · f7 černý pěšec · g7 černý pěšec · h7 černý pěšec · d6 černý pěšec · d5 černý jezdec · e5 bílý pěšec · d4 bílý pěšec · f3 bílý jezdec · a2 bílý pěšec · b2 bílý pěšec · c2 bílý pěšec · f2 bílý pěšec · g2 bílý pěšec · h2 bílý pěšec · a1 bílý věž · b1 bílý jezdec · c1 bílý střelec · d1 bílý dáma · e1 bílý král · f1 bílý střelec · h1 bílý věž | a8 černý věž · b8 černý jezdec · c8 černý střelec · d8 černý dáma · e8 černý král · f8 černý střelec · h8 černý věž · a7 černý pěšec · b7 černý pěšec · c7 černý pěšec · e7 černý pěšec · f7 černý pěšec · g7 černý pěšec · h7 černý pěšec · d6 černý pěšec · d5 černý jezdec · e5 bílý pěšec · d4 bílý pěšec · f3 bílý jezdec · a2 bílý pěšec · b2 bílý pěšec · c2 bílý pěšec · f2 bílý pěšec · g2 bílý pěšec · h2 bílý pěšec · a1 bílý věž · b1 bílý jezdec · c1 bílý střelec · d1 bílý dáma · e1 bílý král · f1 bílý střelec · h1 bílý věž | a8 černý věž · b8 černý jezdec · c8 černý střelec · d8 černý dáma · e8 černý král · f8 černý střelec · h8 černý věž · a7 černý pěšec · b7 černý pěšec · c7 černý pěšec · e7 černý pěšec · f7 černý pěšec · g7 černý pěšec · h7 černý pěšec · d6 černý pěšec · d5 černý jezdec · e5 bílý pěšec · d4 bílý pěšec · f3 bílý jezdec · a2 bílý pěšec · b2 bílý pěšec · c2 bílý pěšec · f2 bílý pěšec · g2 bílý pěšec · h2 bílý pěšec · a1 bílý věž · b1 bílý jezdec · c1 bílý střelec · d1 bílý dáma · e1 bílý král · f1 bílý střelec · h1 bílý věž | a8 černý věž · b8 černý jezdec · c8 černý střelec · d8 černý dáma · e8 černý král · f8 černý střelec · h8 černý věž · a7 černý pěšec · b7 černý pěšec · c7 černý pěšec · e7 černý pěšec · f7 černý pěšec · g7 černý pěšec · h7 černý pěšec · d6 černý pěšec · d5 černý jezdec · e5 bílý pěšec · d4 bílý pěšec · f3 bílý jezdec · a2 bílý pěšec · b2 bílý pěšec · c2 bílý pěšec · f2 bílý pěšec · g2 bílý pěšec · h2 bílý pěšec · a1 bílý věž · b1 bílý jezdec · c1 bílý střelec · d1 bílý dáma · e1 bílý král · f1 bílý střelec · h1 bílý věž | a8 černý věž · b8 černý jezdec · c8 černý střelec · d8 černý dáma · e8 černý král · f8 černý střelec · h8 černý věž · a7 černý pěšec · b7 černý pěšec · c7 černý pěšec · e7 černý pěšec · f7 černý pěšec · g7 černý pěšec · h7 černý pěšec · d6 černý pěšec · d5 černý jezdec · e5 bílý pěšec · d4 bílý pěšec · f3 bílý jezdec · a2 bílý pěšec · b2 bílý pěšec · c2 bílý pěšec · f2 bílý pěšec · g2 bílý pěšec · h2 bílý pěšec · a1 bílý věž · b1 bílý jezdec · c1 bílý střelec · d1 bílý dáma · e1 bílý král · f1 bílý střelec · h1 bílý věž | a8 černý věž · b8 černý jezdec · c8 černý střelec · d8 černý dáma · e8 černý král · f8 černý střelec · h8 černý věž · a7 černý pěšec · b7 černý pěšec · c7 černý pěšec · e7 černý pěšec · f7 černý pěšec · g7 černý pěšec · h7 černý pěšec · d6 černý pěšec · d5 černý jezdec · e5 bílý pěšec · d4 bílý pěšec · f3 bílý jezdec · a2 bílý pěšec · b2 bílý pěšec · c2 bílý pěšec · f2 bílý pěšec · g2 bílý pěšec · h2 bílý pěšec · a1 bílý věž · b1 bílý jezdec · c1 bílý střelec · d1 bílý dáma · e1 bílý král · f1 bílý střelec · h1 bílý věž | 1 |
|   | a | b | c | d | e | f | g | h |   |

je nejčastější odpovědí bílého

#### Otevřená Klasická varianta
1. e4 Jf6 2. e5 Jd5 3. d4 d6 4.Jf3 dxe5 5. Jxe5
zde po nejčastějším 5… g6 6.Sc4 c6 má bílý aktivnější pozici, černá pozice je pevná

#### Klasická varianta s g6
1. e4 Jf6 2. e5 Jd5 3. d4 d6 4.Jf3 g6
černý fianchettuje střelce a snaží se vyvíjet tlak na střed

#### Klasická varianta s Sg4
1. e4 Jf6 2. e5 Jd5 3. d4 d6 4.Jf3 Sg4
černý se v klidu vyvíjí a o protiúder v centru se většinou pokouší později

## Doporučení literatura
- Alechinova obrana (1. část) - Šachy - Chess Lady
- Alechinova obrana (2. část) - Šachy - Chess Lady
- Alechinova obrana (3. část) - Šachy - Chess Lady
- Alechinova obrana (4. část) Dokončení - Šachy - Chess Lady